# Королевская медаль
Королевская медаль (англ. Royal Medal), также известная как Медаль королевы (англ. Queen's Medal) — награда, ежегодно вручаемая Лондонским королевским обществом за «важнейший вклад в развитие естествознания» (две медали) и за «выдающийся вклад в прикладную науку» (одна медаль).
Учреждена королём Георгом IV и впервые вручена в 1826 году, первыми медалей удостоились математик Джеймс Айвори и физик Джон Дальтон.
Первоначально присуждалось две медали за важнейшие открытия прошедшего года. Затем временной интервал был увеличен до пяти лет, а позднее сокращён до трёх. В 1850 году был принят порядок, в соответствии с которым две королевские медали присуждались ежегодно.
В 1965 году введён современный порядок, согласно которому три медали вручаются ежегодно монархом по рекомендации совета Королевского общества.
По состоянию на 2016 год Королевская медаль вручалась 420 раз (она не присуждалась в 1831—1832 годах). Награда включает денежную премию в размере десяти тысяч фунтов стерлингов.

## Список награждённых
Источник:

### XIX век
| Список награждённых Королевской медалью | Список награждённых Королевской медалью | Список награждённых Королевской медалью | Список награждённых Королевской медалью |
| Год                                     | Имя                                     | Сфера деятельности                      | Обоснование |
| --------------------------------------- | --------------------------------------- | --------------------------------------- | --- |
| 1826                                    | Джеймс Айвори                           | Математика                              | За его статью об астрономических преломлениях, опубликованную в журнале «Философские труды Королевского Общества» за 1823 год; и другие его ценные статьи по математическим предметам.Оригинальный текст (англ.)For his Paper on Astronomical Refractions, published in the Philosophical Transactions for the year 1823; and his other valuable Papers on Mathematical Subjects. |
| 1826                                    | Джон Дальтон                            | Физика                                  | За развитие теории атома и другие важные труды и открытия в области физических наук.Оригинальный текст (англ.)For his development of the Atomic Theory and his other important labours and discoveries in Physical Science. |
| 1827                                    | Василий Яковлевич Струве                | Астрономия                              | За его работу под названием Catalogus Novus Stellarum Duplicium.Оригинальный текст (англ.)For his Work, entitled, Catalogus Novus Stellarum Duplicium. |
| 1827                                    | Гемфри Дэви                             | Физика                                  | Оригинальный текст (англ.)For his Bakerian Lecture, On the Relations of Electrical Changes, considered as the last link, in the order of time, of the splendid chain of Discoveries in Chemical Electricity, which has been continued for so many years of his valuable life. |
| 1828                                    | Иоганн Франц Энке                       | Астрономия                              | За его точное определение орбиты короткопериодической кометы, подтвержденное наблюдениями.Оригинальный текст (англ.)For his Accurate Determination of the Orbit of a Comet of short period, as confirmed by observation. |
| 1828                                    | Уильям Хайд Волластон                   | Химия                                   | За его доклад, озаглавленный «О методе придания платине податливости», являющийся выводом серии исследований свойств металлических тел, содержащихся в платине Оригинальный текст (англ.)For his communication, entitled, On a method of rendering Platina malleable, being the conclusion of a series of researches on the properties of the Metallic Bodies contained in the Ores of Platina. |
| 1829                                    | Чарлз Белл                              | Анатомия                                | За его открытия, касающиеся нервной системы.Оригинальный текст (англ.)For his Discoveries relating to the Nervous System. |
| 1829                                    | Эйльхард Мичерлих                       | Химия                                   | За открытия, касающиеся законов кристаллизации и свойств кристаллов.Оригинальный текст (англ.)For his Discoveries relating to the Laws of Crystallization, and the Properties of Crystals. |
| 1830                                    | Антуан Жером Балар                      | Химия                                   | За его открытие БромаОригинальный текст (англ.)For his Discovery of Brome. |
| 1830                                    | Дейвид Брюстер                          | Физика                                  | За его доклады Королевскому обществу о поляризации и других свойствах света.Оригинальный текст (англ.)For his Communications to the Royal Society on the Polarization and other Properties of Light. |
| 1831                                    | Медаль не присуждалась                  | Медаль не присуждалась                  | Медаль не присуждалась |
| 1832                                    | Медаль не присуждалась                  | Медаль не присуждалась                  | Медаль не присуждалась |
| 1833                                    | Огюстен Пирам Декандоль                 | Ботаника                                | За его исследования и изыскания в физиологии овощей, подробно описанные в его работе под названием «Физиология овощей» Оригинальный текст (англ.)For his Researches and Investigations in Vegetable Physiology, as detailed in his Work, entitled, Physiologie Vegetale. |
| 1833                                    | Джон Гершель                            | Астрономия                              | За статью «Об исследовании орбит вращающихся двойных звезд», включенную в пятый том мемуаров Королевского астрономического общества.Оригинальный текст (англ.)For his Paper "on the Investigation of the Orbits of Revolving Double Stars," inserted in the Fifth Volume of the Memoirs of the Royal Astronomical Society. |
| 1834                                    | Чарлз Лайель                            | Геология                                | За его работу под названием Основные начала геологии. Оригинальный текст (англ.)For his Work, entitled, Principles of Geology |
| 1834                                    | Джон Уильям Лаббок                      | Физика                                  | За его статьи о приливах, опубликованные в журнале "Философские Труды Королевского Общества".Оригинальный текст (англ.)For his Papers on the Tides published in the Philosophical Transactions. |
| 1835                                    | Майкл Фарадей                           | Химия                                   | Оригинальный текст (англ.)For his investigations and discoveries contained in the series of experimental researches in electricity published in the Philosophical Transactions, and more particularly for the seventh series, relating to the definite nature of electrochemical action. |
| 1835                                    | Уильям Роуэн Гамильтон                  | Физика                                  | Оригинальный текст (англ.)For the papers published by him in the 16th and 17th volumes of the Transactions of the Royal Irish Academy, entitled Supplement to an Essay on the Theory of Systems of Rays, and more particularly for those investigations at the conclusion of the third and last supplement, which relate to the discovery of conic refraction. |
| 1836                                    | Джордж Ньюпорт                          | Анатомия                                | За серию исследований по анатомии и физиологии насекомых, содержащиеся в двух его статьях, опубликованных в журнале «Философские труды Королевского Общества» за последние три года.Оригинальный текст (англ.)For his series of investigations on the anatomy and physiology of insects, contained in his two papers published in the Philosophical Transactions within the last three years. |
| 1836                                    | Джон Гершель                            | Астрономия                              | За статью о туманностях и скоплениях звезд, опубликованную в журнале «Философские труды Королевского Общества» за 1833 год.Оригинальный текст (англ.)For his paper on nebulae and clusters of stars, published in the Philosophical Transactions for 1833. |
| 1837                                    | Уильям Уэвелл                           | Физика                                  | За его исследования, связанные с теорией приливов, переданные Королевскому обществу и опубликованные в его Трудах за последние три года.Оригинальный текст (англ.)For his researches connected with the theory of the tides, communicated to the Royal Society and published in its Transactions within the last three years. |
| 1838                                    | Уильям Генри Фокс Тальбот               | Математика                              | За его статьи под названием «Исследования в области интегрального исчисления», опубликованные в журнале «Философские труды Королевского Общества» за 1836 и 1837 гг.Оригинальный текст (англ.)For his papers entitled Researches in the Integral Calculus, published in the Philosophical Transactions for 1836 and 1837. |
| 1838                                    | Томас Грэм                              | Химия                                   | За его статью под названием «Запросы относительно конституции солей, оксалатов, нитратов, фосфатов, сульфатов и хлоридов», опубликованную в «Философский трудах Королевского Общества» за 1836 год. Оригинальный текст (англ.)For his paper entitled "Inquiries respecting the Constitution of salts, of oxalates, nitrates, phosphates, sulphates and chlorides," published in the Philosophical Transactions for 1836. |
| 1839                                    | Джеймс Айвори                           | Математика                              | За статью по теории астрономических преломлений, опубликованную в «Философских трудах Королевского Общества» за 1838 год. Часть II.Оригинальный текст (англ.)For his paper on the theory of the astronomical refractions published in the Philosophical Transactions for 1838. Part II. |
| 1839                                    | Мартин Бэрри                            | Эмбриология                             | За его статьи по эмбриологии, опубликованные в «Философских трудах Королевского Общества» за 1838 и 1839 гг.Оригинальный текст (англ.)For his papers on embryology, published in the Philosophical Transactions for 1838 and 1839. |
| 1840                                    | Чарльз Уитстон                          | Физиология                              | За статью под названием «Вклад в физиологию зрения», опубликованную в «Философских трудах Королевского Общества» за 1838 год.Оригинальный текст (англ.)For his paper entitled Contributions to the physiology of vision, published in the Philosophical Transactions for 1838. |
| 1840                                    | Джон Гершель                            | Астрономия                              | За его статью, озаглавленную «О химическом действии лучей солнечного спектра» на препараты серебра и других веществ, как металлических, так и неметаллических, а также на некоторые фотогенные процессы, опубликованную в «Философских трудах Королевского Общества» за 1840 год.Оригинальный текст (англ.)For his paper entitled On the chemical action of the rays of the solar spectrum on preparations of silver, and other substances, both metallic and non-metallic, and on some photogenic processes, published in the Philosophical Transactions for 1840. |
| 1841                                    | Итон Ходжкинсон                         | Инженерное дело                         | За статью под названием «Экспериментальные исследования прочности чугунных столбов», опубликованную в «Философских трудах Королевского Общества» за 1840 год.Оригинальный текст (англ.)For his paper entitled Experimental researches on the strength of pillars of cast iron, published in the Philosophical Transactions for 1840. |
| 1841                                    | Роберт Кейн                             | Химия                                   | За его мемуары под названием «Химическая история архила и лакмуса», опубликованные в «Философских трудах Королевского Общества» за 1840 год.Оригинальный текст (англ.)For his memoir entitled the Chemical History of archil and litmus, published in the Philosophical Transactions for the year 1840. |
| 1842                                    | Джон Фредерик Даниель                   | Химия                                   | За его письма об электролизе вторичных соединений и гальванических комбинациях, опубликованные в «Философских трудах Королевского Общества» за 1840 и 1842 гг.Оригинальный текст (англ.)For his letters on the electrolysis of secondary compounds and on voltaic combinations published in the Transactions for 1840 and 1842. |
| 1842                                    | Уильям Боумен                           | Анатомия                                | За его статью о структуре и использовании почечных телец с наблюдениями за кровообращением через эту железу, опубликованную в «Философских трудах Королевского Общества» этого года.Оригинальный текст (англ.)For his paper on the structure and use of the Malpighian bodies of the kidney, with observations on the circulation through that gland, published in the Philosophical Transactions of the present year. |
| 1843                                    | Чарльз Уитстон                          | Физика                                  | За его статью, озаглавленную «Отчёт о нескольких новых инструментах и процессах для определения констант гальванической цепи», напечатанную в «Философских трудах Королевского Общества» за текущий год.Оригинальный текст (англ.)For his paper entitled, an account of several new instruments and processes for determining the constants of a voltaic circuit, printed in the Philosophical Transactions for the present year. |
| 1843                                    | Джеймс Дэвид Форбс                      | Физика                                  | За его исследования закона поглощения солнечных лучей при прохождении через атмосферу, содержащиеся в статье, опубликованной в «Философских трудах Королевского Общества» за 1842 год.Оригинальный текст (англ.)For his researches on the law of extinction of the solar rays in passing through the atmosphere, contained in a paper published in the Philosophical Transactions for 1842. |
| 1844                                    | Джордж Буль                             | Математика                              | За его статью об общем методе анализа, опубликованную в «Философских трудах Королевского Общества» за этот год.Оригинальный текст (англ.)For his paper on a general method in analysis, published in the Philosophical Transactions of the present year. |
| 1844                                    | Томас Эндрюс                            | Химия                                   | Оригинальный текст (англ.)For his paper on the thermal changes accompanying basic substitutions, published in the Philosophical Transactions of the present year. |
| 1845                                    | Джордж Биддель Эйри                     | Астрономия                              | Оригинальный текст (англ.)For his paper on the laws of the tides on the coast of Ireland, as inferred from an extensive series of observations made in connection with the Ordnance Survey of Ireland, published in the Philosophical Transactions for the present year. |
| 1845                                    | Томас Сноу Бек                          | Медицина                                | За его статью под названием «О нервах матки», которую заказали для публикации в «Философский трудах Королевского Общества».Оригинальный текст (англ.)For his paper entitled On the nerves of the uterus, which has been ordered for publication in the Philosophical Transactions. |
| 1846                                    | Майкл Фарадей                           | Физика                                  | За его экспериментальные исследования электричества, двадцатую и двадцать первую серии, новых магнитных воздействий и магнитных состояний всей материи, включенные в «Философские труды Королевского Общества, часть I.» за 1845 год.Оригинальный текст (англ.)For his experimental researches in electricity, twentieth and twenty first series, on new magnetic actions, and on the magnetic conditions of all matter, inserted in the Philosophical Transactions part I. for 1845. |
| 1846                                    | Ричард Оуэн                             | Биология                                | За его статью, озаглавленную «Описание некоторых белемнитов, сохранившихся с большей частью их мягких частей в оксфордской глине в Кристиан-Малфорде, Уилтс, опубликованной в «Философских трудах Королевского Общества» за 1844 год.Оригинальный текст (англ.)For his paper entitled A description of certain Belemnites preserved with a great proportion of their soft parts in the Oxford clay at Christian-Malford, Wilts, published in the Philosophical Transactions for 1844. |
| 1847                                    | Джордж Фаунс                            | Химия                                   | Оригинальный текст (англ.)For his papers published in the Philosophical Transactions for 1845, on the artificial formation of a vegeto-alkali, and on benzoline, published in the same volume of the Transactions |
| 1847                                    | Уильям Роберт Грове                     | Физика                                  | Оригинальный текст (англ.)For his papers published in the Philosophical Transactions for 1845 and 1847, on the gas voltaic battery, and on certain phenomena of voltaic ignition |
| 1848                                    | Чарльз Джеймс Харгрейв                  | Математика                              | За статью о решении линейных дифференциальных уравнений, опубликованную в «Философских трудах Королевского Общества» за 1848 г.Оригинальный текст (англ.)For his paper on the solution of linear differential equations, published in the Philosophical Transactions for 1848. |
| 1848                                    | Томас Гэллоуэй                          | Математика                              | За его статью о собственном движении Солнечной системы, опубликованную в «Философских трудах Королевского Общества» за 1847 год.Оригинальный текст (англ.)For his paper on the proper motion of the Solar System, published in the Philosophical Transactions for 1847 |
| 1849                                    | Эдвард Сэбин                            | Астрономия                              | За его вклад в земной магнетизм, опубликованный в «Философских трудах Королевского Общества», части VII и VIII, и за его мемуары о суточных изменениях магнитного склонения на острове Святой Елены, часть I.Оригинальный текст (англ.)For his contributions to terrestrial magnetism, published in the Philosophical Transactions parts VII and VIII, and his memoir on the diurnal variation of the magnetic declination at Saint Helena, part I. |
| 1849                                    | Гидеон Алджернон Мантелл                | Геология                                | За его статью об игуанадоне, опубликованную в «Философских трудах Королевского Общества» за 1848 год и являющуюся продолжением серии его статей о той же ископаемой рептилии, которыми он оказал выдающиеся услуги геологии.Оригинальный текст (англ.)For his paper on the Iguanodon, published in the Philosophical Transactions for the year 1848, being a continuation of a series of papers by him on the same fossil reptile, by which he has rendered eminent services to geology. |
| 1850                                    | Бенджамин Коллинз Броди                 | Химия                                   | За исследования химической природы воска, опубликованные в «Философских трудах Королевского Общества» за 1848 и 1849 годы.Оригинальный текст (англ.)For his investigations on the chemical nature of wax, published in the Philosophical Transactions for 1848 and 1849. |
| 1850                                    | Томас Грэм                              | Химия                                   | За статью о движении газов, опубликованную в «Философских трудах Королевского Общества» за 1849 год.Оригинальный текст (англ.)For his paper on the motion of gases, published in the Philosophical Transactions for 1849. |
| 1851                                    | Уильям Парсонс, 3-й лорд Росс           | Астрономия                              | За его наблюдения над туманностями, опубликованные в «Философских трудах Королевского Общества» за 1850 год.Оригинальный текст (англ.)For his observations on the nebulae published in the Philosophical Transactions for the year 1850. |
| 1851                                    | Джордж Ньюпорт                          | Энтомология                             | За его статью о оплодотворении яйцеклетки у амфибий (первая серия), опубликованную в «Философских трудах Королевского Общества» за 1851 год.Оригинальный текст (англ.)For his paper on the impregnation of the ovum in the amphibia (first series), published in the Philosophical Transactions for 1851. |
| 1852                                    | Джеймс Прескотт Джоуль                  | Физика                                  | За статью о механическом эквиваленте тепла, напечатанную в «Философских трудах Королевского Общества» за 1850 г.Оригинальный текст (англ.)For his paper on the mechanical equivalent of heat, printed in the Philosophical Transactions for 1850. |
| 1852                                    | Томас Генри Гексли                      | Биология                                | За его статьи об анатомии и родстве медуз, напечатанные в «Философских трудах Королевского Общества».Оригинальный текст (англ.)For his papers on the anatomy and the affinities of the family of the Medusae, printed in the Philosophical Transactions. |
| 1853                                    | Чарлз Дарвин                            | Естественная история                    | За его работу под названием «Геологические наблюдения на коралловых рифах, вулканических островах и в Южной Америке», а также за его работу «Ископаемые усоногие Великобритании, раздел Lepadidae, монография Circhipeda».Оригинальный текст (англ.)For his work entitled Geological Observations on Coral Reefs, Volcanic Islands, and on South America, and his work, Fossil Circhipeda of Great Britain, Section Lepadidae, Monograph of the Circhipeda. |
| 1853                                    | Джон Тиндаль                            | Физика                                  | Оригинальный текст (англ.)For his paper on diamagnetism and magne-crystallic action, published in the Philosophical Magazine in 1851. (the award of this medal was declined by Dr Tyndall) |
| 1854                                    | Август Вильгельм фон Гофман             | Химия                                   | За его исследования в области органической химии, опубликованные в «Трудах Королевского и Химического общества»Оригинальный текст (англ.)For his researches in organic chemistry published in the Transactions of the Royal and Chemical Societies. |
| 1854                                    | Джозеф Долтон Гукер                     | Ботаника                                | За его исследования в различных областях науки, особенно в ботанике, в качестве естествоиспытателя в антарктической экспедиции сэра Джеймса Росса и в экспедиции в восточную часть Гималайского хребта; из которых часть исследований была опубликована в трудах под названием «Антарктическая флора и флора Новой Зеландии» и в различных других сообщениях, а часть в настоящее время находится в процессе публикации.Оригинальный текст (англ.)For his researches in various branches of science, especially in botany, as naturalist of the Antarctic expedition of Sir James Ross, and in an expedition to the eastern part of the Himalayan range; of which researches part has been published in works entitled The Antarctic Flora, and the Flora of New Zealand, and in various other communications, and part is now in course of publication. |
| 1855                                    | Джон Обадия Вествуд                     | Энтомология                             | За различные монографии и статьи по энтомологии.Оригинальный текст (англ.)For his various monographs and papers on entomology. |
| 1855                                    | Джон Рассел Хайнд                       | Астрономия                              | За открытие десяти планетоидов, вычисление их орбит и различные другие астрономические открытия.Оригинальный текст (англ.)For the discovery of ten planetoids, the computation of their orbits, and various other astronomical discoveries. |
| 1856                                    | Джон Ричардсон                          | Естественная история                    | За вклад в естествознание и физическую географию.Оригинальный текст (англ.)For his contributions to natural history and physical geography. |
| 1856                                    | Уильям Томсон, лорд Кельвин             | Физика                                  | За его различные химические исследования, касающиеся электричества, движущей силы тепла и других предметов.Оригинальный текст (англ.)For his various chemical researches relating to electricity, to the motive power of heat, and to other subjects. |
| 1857                                    | Эдуард Франкленд                        | Химия                                   | За выделение органических радикалов из спиртов и за исследования на металлических производных спирта.Оригинальный текст (англ.)For the isolation of the organic radicals of the alcohols, and for his researches on the metallic derivatives of alcohol. |
| 1857                                    | Джон Линдли                             | Ботаника                                | За его многочисленные исследования и работы во всех областях научной ботаники, особенно за его растительный мир, а также за его роды и виды семейства Орхидных.Оригинальный текст (англ.)For his numerous researches and works on all branches of scientific botany, and especially for his vegetable kingdom, and his genera & species of Orchideae. |
| 1858                                    | Олбани Хэнкок                           | Биология                                | За различные исследования анатомии моллюсков.Оригинальный текст (англ.)For his various researches on the anatomy of the mollusca. |
| 1858                                    | Уильям Лассел                           | Астрономия                              | За различные астрономические открытия и исследования.Оригинальный текст (англ.)For his various astronomical discoveries and researches. |
| 1859                                    | Артур Кэли                              | Математика                              | За его математические статьи, опубликованные в «Философский трудах Королевского Общества», а также в различных английских и зарубежных журналах.Оригинальный текст (англ.)For his mathematical papers published in the Philosophical Transactions, and in various English and foreign journals. |
| 1859                                    | Джордж Бентам                           | Ботаника                                | За его важный вклад в развитие систематической и описательной ботаники.Оригинальный текст (англ.)For his important contributions to the advancement of systematic and descriptive botany. |
| 1860                                    | Август Валлер                           | Нейрофизиология                         | За его исследования анатомии и физиологии нервной системы, а также за введение ценного метода проведения таких исследований.Оригинальный текст (англ.)For his investigations into the anatomy and physiology of the nervous system, and for the introduction of a valuable method of conducting such investigations. |
| 1860                                    | Фейрберн Уильям                         | Структурная инженерия                   | За различные экспериментальные исследования свойств материалов, используемых в механическом строительстве, содержащиеся в «Философских трудах Королевского Общества» и в публикациях других научных обществ.Оригинальный текст (англ.)For his various experimental inquiries on the properties of the materials employed in mechanical construction, contained in the Philosophical transactions, and in the publications of other scientific societies. |
| 1861                                    | Джеймс Джозеф Сильвестр                 | Математика                              | За различные учёные записки и исследования в области математики.Оригинальный текст (англ.)For his various memoirs and researches in mathematical science. |
| 1861                                    | Вильям Бенджамин Карпентер              | Физиология                              | За его исследования фораминифер, содержащиеся в четырех мемуарах в «Философских трудах Королевского Общества», его исследования структуры раковины, его наблюдения за эмбриональным развитием Purpura, а также различные другие его труды по физиологии и сравнительной анатомии.Оригинальный текст (англ.)For his researches on the Foraminifera, contained in four memoirs in the Philosophical Transactions, his investigations into the structure of shell, his observations on the embryonic development of Purpura, and his various other writings in physiology and comparative anatomy |
| 1862                                    | Александр Уильям Уильямсон              | Химия                                   | За его исследования сложных эфиров и его последующие сообщения в области органической химии.Оригинальный текст (англ.)For his researches on the compound ethers, and his subsequent communications in organic chemistry. |
| 1862                                    | Джон Томас Ромни Робинсон               | Астрономия                              | Оригинальный текст (англ.)For the Armagh catalogue of 5345 stars, deduced from observations made at the Armagh Observatory, from the years 1820 up to 1854; for his papers on the construction of astronomical instruments in the memoirs of the Astronomical Society, and his paper on electromagnets in the Transactions of the Royal Irish Academy. |
| 1863                                    | Джон Питер Гэссио                       | Физика                                  | За исследования гальванической батареи и тока, а также разряда электричества через ослабленные среды.Оригинальный текст (англ.)For his researches on the voltaic battery and current, and on the discharge of electricity through attenuated media. |
| 1863                                    | Майлз Джозеф Беркли                     | Ботаника                                | За исследования в криптогамной ботанике, особенно в микологии.Оригинальный текст (англ.)For his researches in cryptogamic botany, especially mycology. |
| 1864                                    | Джейкоб Огастас Локхарт Кларк           | Анатомия                                | За его исследования внутренней структуры спинного и головного мозга и развития спинного мозга, опубликованные в пяти мемуарах в «Философских трудах Королевского Общества» и других сочинениях.Оригинальный текст (англ.)For his researches on the intimate structure of the spinal cord and brain, and on the development of the spinal cord, published in five memoirs in the Philosophical Transactions and in other writings. |
| 1864                                    | Уоррен де ла Рю                         | Астрономия                              | За наблюдения полного затмения Солнца 1860 года и за улучшения в астрономической фотографии.Оригинальный текст (англ.)For his observations on the total eclipse of the Sun of 1860, and for his improvements in astronomical photography. |
| 1865                                    | Арчибальд Смит                          | Математика                              | Оригинальный текст (англ.)For his papers in the Philosophical Transactions and elsewhere, on the magnetism of ships. |
| 1865                                    | Джозеф Прествич                         | Геология                                | За его многочисленные и ценные вклады в геологическую науку и особенно за его статьи, опубликованные в «Философских трудах Королевского Общества» по общему вопросу о раскопках речных долин и о поверхностных месторождениях во Франции и Англии, где работы человека связаны с останками вымерших животных.Оригинальный текст (англ.)For his numerous & valuable contributions to geological science and more especially for his papers published in the Philosophical Transactions on the general question of the excavation of river valleys, and on the superficial deposits in France and England in which the works of man are associated with the remains of extinct animals. |
| 1866                                    | Уильям Хаггинс                          | Астрономия                              | Оригинальный текст (англ.)For his researches on the spectra of some of the chemical elements and on the spectra of certain of the heavenly bodies; and especially for his researches on the spectra of the nebulae, published in the Philosophical Transactions. |
| 1866                                    | Вильям Китчен Паркер                    | Анатомия                                | За его исследования в области сравнительной остеологии и, в особенности, анатомии черепа, содержащиеся в статьях, опубликованных в «Трудах зоологического общества» и в «Философских трудах Королевского Общества».Оригинальный текст (англ.)For his researches in comparative osteology, and more especially on the anatomy of the skull, as contained in papers published in the Transactions of the Zoological Society and the Philosophical Transactions. |
| 1867                                    | Джон Беннет Лос и Джозеф Генри Гилберт  | Химия                                   | За исследования в области агрохимии.Оригинальный текст (англ.)For their researches in agricultural chemistry. |
| 1867                                    | Уильям Эдмонд Логан                     | Геология                                | За геологические исследования в Канаде и построение геологической карты этой колонии.Оригинальный текст (англ.)For his geological researches in Canada, and the construction of a geological map of that colony. |
| 1868                                    | Альфред Рассел Уоллес                   | Зоология                                | За его труды в практической и теоретической зоологии.Оригинальный текст (англ.)For his labours in practical and theoretical zoology. |
| 1868                                    | Джордж Сальмон                          | Математика                              | Оригинальный текст (англ.)For his researches in analytical geometry and the theory of surfaces, published in the Philosophical Transactions, the Transactions of the Royal Irish Academy, and the Quarterly Journal of Mathematics. |
| 1869                                    | Огастес Мэтиссен                        | Химия                                   | За исследования электрических и других физических свойств металлов и их сплавов.Оригинальный текст (англ.)For his researches on the electrical and other physical properties of metals and their alloys. |
| 1869                                    | Томас Маклир                            | Астрономия                              | Оригинальный текст (англ.)For his measurement of an arc of the meridian at the Cape of Good Hope. |
| 1870                                    | Томас Дэвидсон                          | Палеонтология                           | За его работы о современных и ископаемых брахиоподах, особенно за серию монографий в публикациях Палеонтографического общества.Оригинальный текст (англ.)For his works on the recent and fossil Brachiopoda, more especially his series of monographs in the publications of the Palaeontographical Society. |
| 1870                                    | Уильям Хеллоуз Миллер                   | Минералогия                             | За его исследования и труды по минералогии и кристаллографии, а также за его научные труды по восстановлению Государственного эталона веса.Оригинальный текст (англ.)For his researches and writings on mineralogy and crystallography, and his scientific labours in the restoration of the National Standard of Weight. |
| 1871                                    | Баск Джордж                             | Зоология                                | За исследования в области зоологии, физиологии и сравнительной анатомии.Оригинальный текст (англ.)For his researches in zoology, physiology, and comparative anatomy. |
| 1871                                    | Джон Стенхаус                           | Химия                                   | Оригинальный текст (англ.)For his researches on the lichens & their proximate constituents and derivatives, including Erythrite; and for his researches on the action of charcoal in purifying air. |
| 1872                                    | Генри Джон Картер                       | Зоология                                | За его длительные и ценные исследования в области зоологии, особенно за исследования естественной истории Губок.Оригинальный текст (англ.)For his long continued and valuable researches in zoology, and more especially for his inquiries into the natural history of the Spongiadae. |
| 1872                                    | Томас Андерсон                          | Химия                                   | За исследования органических основ животного масла Диппеля; исследования кодеина и кристаллизованных составляющих опия; пиперина и папаверина; и за его исследования в области физиологии и химии животных.Оригинальный текст (англ.)For his investigations on the organic bases of Dippells animal oil; on codeine; on the crystallized constituents of opium; on piperin and on papaverin; and for his researches in physiological and animal chemistry. |
| 1873                                    | Джордж Джеймс Олмен                     | Зоология                                | Оригинальный текст (англ.)For his researches in zoology, and especially for his memoirs on the structure, development, and physiology of the gymnoblastic hydroids. |
| 1873                                    | Генри Энфилд Роско                      | Химия                                   | За его различные химические исследования, особенно исследования химического действия света, а также ванадия и его комбинаций.Оригинальный текст (англ.)For his various chemical investigations, especially fot those on the chemical action of light, and upon the element Vanadium and its combinations. |
| 1874                                    | Генри Клифтон Сорби                     | Геология                                | За исследования сланцевой спайности и мелкого строения минералов и горных пород; за создание микроскопа и за его исследования в области окраски.Оригинальный текст (англ.)For his researches on Slaty cleavage and on the minute structure of minerals and rocks; for the construction of the microspectroscope, and for his researches on colouring matters. |
| 1874                                    | Уильям Кроуфорд Уильямсон               | Палеонтология                           | За его вклад в зоологию и палеонтологию, и особенно за исследования структуры ископаемых растений в угольных отложениях.Оригинальный текст (англ.)For his contributions to zoology & palaeontology, & especially for his investigations into the structure of the fossil plants of the coal measures. |
| 1875                                    | Томас Олдэм                             | Геология                                | Оригинальный текст (англ.)For his long & important services in the science of geology, first as Professor of Geology, Trin. Col. Dub. And Director of the Geol. Survey of Ireland & chiefly for the great work which he has long conducted as superintendent of the Geol. Survey of India, also for the series of volumes of geological reports and memoirs, including the Palaeontographica Indica published under his direction. |
| 1875                                    | Уильям Крукс                            | Химия                                   | За его различные химические и физические исследования, особенно за открытие таллия, за его исследование его соединений и определение его атомного веса; и за открытие отталкивания, относимого к излучению.Оригинальный текст (англ.)For his various chemical and physical researches, more especially for his discovery of thallium, his investigation of its compounds and determination of its atomic weight; and for his discovery of the repulsion referable to radiation. |
| 1876                                    | Чарлз Уайвилл Томсон                    | Зоология                                | За успешное руководство научными исследованиями, проведёнными на судне «Челленджер».Оригинальный текст (англ.)For his successful direction of the scientific investigations carried on by HMS Challenger. |
| 1876                                    | Уильям Фруд                             | Гидродинамика                           | За свои теоретические и экспериментальные исследования поведения кораблей, их колебаний, сопротивления и движения.Оригинальный текст (англ.)For his researches both theoretical and experimental on the behaviour of ships, their oscillations, their resistance, & propulsion. |
| 1877                                    | Фредерик Август Абель                   | Химия                                   | За физико-химические исследования пироксилина и взрывчатых веществ.Оригинальный текст (англ.)For his physico-chemical researches on gun cotton & explosive agents. |
| 1877                                    | Освальд фон Хеер                        | Естественная история                    | За его многочисленные исследования и труды по высшим растениям Европы, Северной Атлантики, Северной Азии и Северной Америки, а также за умелые обобщения, касающиеся их родства, а также их геологических и климатических отношений.Оригинальный текст (англ.)For his numerous researches & writings on the tertiary plants of Europe, of the North Atlantic, North Asia, and North America, and for his able generalizations respecting their affinities, and their geological & climatic relations. |
| 1878                                    | Альберт Гюнтер                          | Зоология                                | За его многочисленные и ценные вклады в зоологию и анатомию рыб и рептилий.Оригинальный текст (англ.)For his numerous & valuable contributions to the zoology & anatomy of fishes & reptiles. |
| 1878                                    | Джон Алан Браун                         | Метеорология                            | За его исследования в течение тридцати пяти лет в области магнетизма и метеорологии, а также за улучшение методов наблюдений.Оригинальный текст (англ.)For his investigations during thirty five years in magnetism and meteorology & for his improvements in methods of observation. |
| 1879                                    | Эндрю Кромби Рэмзи                      | Геология                                | За его долгую и успешную работу в области геологии и физической географии.Оригинальный текст (англ.)For his long continued & successful labours in geology and physical geography. |
| 1879                                    | Уильям Генри Перкин                     | Химия                                   | За синтетические и другие исследования в области органической химии.Оригинальный текст (англ.)For his synthetical & other researches in organic chemistry. |
| 1880                                    | Сэр Эндрю Ноубл                         | Физика                                  | За его исследования действия взрывчатых веществ; его изобретение хроноскопа; и другие математические и физические справки.Оригинальный текст (англ.)For his researches into the action of explosives; his invention of the chronoscope; and other mathematical & physical inquiries. |
| 1880                                    | Джозеф Листер                           | Хирургия                                | За его работы по различным физиологическим и биологическим предметам, опубликованные в «Философских трудах Королевского Общества» и «Трудах Королевского Общества» и в других изданиях; а также за его практические и теоретические труды по вопросам антисептической системы лечения в хирургии.Оригинальный текст (англ.)For his contributions on various physiological & biological subjects published in the Philosophical Transactions & Proceedings of the Royal Society & elsewhere; and for his labours practical and theoretical, on questions relating to the antiseptic system of treatment in surgery. |
| 1881                                    | Джон Хьюитт Джиллетт                    | Математика                              | За его различные математические и физические статьи, особенно за его исследования в области химической оптики, и за изобретение нового тонкого анализатора, с помощью которого они были выполнены.Оригинальный текст (англ.)For his various mathematical & physical papers, more especially for his researches in chemical optics, & his invention of the new and delicate analyser by which they were carried out. |
| 1881                                    | Фрэнсис Мейтленд Бальфур                | Биология                                | За его многочисленные и важные вклады в морфологию животных; и особенно за его исследования происхождения мочеполовых органов и спинномозговых нервов позвоночных; и за его работу по развитию пластиножаберных рыб.Оригинальный текст (англ.)For his numerous and important contributions to animal morphology; and more especially for his investigations respecting the origin of the urogenital organs and the cerebrospinal nerves of the Vertebrata; and for his work on the development of the Elasmobranch fishes. |
| 1882                                    | Джон Уильям Стретт                      | Физика                                  | За различные работы по математической и экспериментальной физике.Оригинальный текст (англ.)For his various papers in mathematical and experimental physics. |
| 1882                                    | Уильям Генри Флауэр                     | Биология                                | За ценный вклад в морфологию и классификацию млекопитающих и антропологию.Оригинальный текст (англ.)For his valuable contributions to the morphology and classification of the Mammalia and to anthropology. |
| 1883                                    | Томас Арчер Хирст                       | Математика                              | За его исследования в области фундаментальной математики.Оригинальный текст (англ.)For his researches in pure mathematics. |
| 1883                                    | Джон Скотт Бурдон-Сэндерсон             | Физиология                              | За выдающиеся заслуги, которые он оказал физиологии и патологии, особенно за его исследование связи микроорганизмов и болезней, а также за его исследования электрических явлений растений.Оригинальный текст (англ.)For the eminent services which he has rendered to physiology and pathology, especially for his investigation of the relations of micro-organisms to disease, and his researches on the electric phenomena of plants. |
| 1884                                    | Джордж Говард Дарвин                    | Математика                              | За математические исследования жесткости Земли и приливов.Оригинальный текст (англ.)For his mathematical investigations on the rigidity of the Earth, and on tides. |
| 1884                                    | Дэниел Оливер                           | Ботаника                                | За его исследования по классификации растений и за огромные услуги, которые он оказал таксономической ботанике.Оригинальный текст (англ.)For his investigations in the classification of plants, and for the great services which he has rendered to taxonomic botany. |
| 1885                                    | Дэвид Эдвард Хьюз                       | Электротехника                          | За его электрические и магнитные исследования, а также за изобретение микрофона и индукционных весов.Оригинальный текст (англ.)For his electric and magnetic researches, and his invention of the microphone & the induction balance. |
| 1885                                    | Эдвин Рей Ланкестер                     | Зоология                                | За открытия, касающиеся эмбриологии и морфологии моллюсков, а также за его услуги в области эмбриологии и морфологии животных в целом.Оригинальный текст (англ.)For his discoveries concerning the embryology and morphology of the mollusca and his services to embryology & animal morphology in general. |
| 1886                                    | Питер Гатри Тэт                         | Физика                                  | За различные математические и физические исследования.Оригинальный текст (англ.)For his various mathematical and physical researches. |
| 1886                                    | Фрэнсис Гальтон                         | Биология                                | За его статистические исследования биологических явлений.Оригинальный текст (англ.)For his statistical inquiries into biological phenomena. |
| 1887                                    | Александер Росс Кларк                   | Геодезия                                | Оригинальный текст (англ.)For his comparison of standards of length and determination of the figure of the Earth. |
| 1887                                    | Генри Ноттидж Мосли                     | Естественная история                    | Оригинальный текст (англ.)For his numerous researches in animal morphology, and especially his investigations. |
| 1888                                    | Осборн Рейнольдс                        | Физика                                  | За его исследования в области математической и экспериментальной физики, а также по применению научной теории в технике.Оригинальный текст (англ.)For his investigations in mathematical & experimental physics, and on the application of scientific theory to engineering. |
| 1888                                    | Фердинанд Мюллер                        | География                               | За его многолетние заслуги в исследованиях Австралии и исследования флоры австралийского континента.Оригинальный текст (англ.)For his long services in Australian exploration and for his investigations of the flora of the Australian continent. |
| 1889                                    | Томас Эдвард Торп                       | Химия                                   | За исследования соединений фтора и определение атомных весов титана и золота.Оригинальный текст (англ.)For his researches on fluorine compounds, and his determination of the atomic weights of titanium and gold. |
| 1889                                    | Уолтер Холбрук Гаскелл                  | Физиология                              | За исследования в области физиологии сердца и важные открытия в области анатомии и физиологии симпатической нервной системы.Оригинальный текст (англ.)For his researches in cardiac physiology and his important discoveries in the anatomy and physiology of the sympathetic nervous system. |
| 1890                                    | Джон Гопкинсон                          | Физика                                  | За исследования в области магнетизма и электричества.Оригинальный текст (англ.)For his researches in magnetism and electricity. |
| 1890                                    | Дэвид Ферриер                           | Неврология                              | За исследования по локализации церебральных функций.Оригинальный текст (англ.)For his researches on the localisation of cerebral functions. |
| 1891                                    | Артур Уильям Ракер                      | Физика                                  | За его исследования жидких пленок и его вклад в наши знания о земном магнетизме.Оригинальный текст (англ.)For his researches on liquid films, and his contributions to our knowledge of terrestrial magnetism. |
| 1891                                    | Чарльз Лэпворт                          | Геология                                | За его исследования древних горных пород Британии.Оригинальный текст (англ.)For his researches among the older rocks of Britain. |
| 1892                                    | Чарльз Притчард                         | Астрономия                              | За работы по фотометрии и звездному параллаксу.Оригинальный текст (англ.)For his work on photometry and stellar parallax. |
| 1892                                    | Джон Ньюпорт Ленгли                     | Физиологи                               | За его работу, посвященную секреции желез и нервной системе. Оригинальный текст (англ.)For his work on secreting glands, and on the nervous system. |
| 1893                                    | Гарри Маршалл Уард                      | Ботаника                                | За исследования истории жизни грибов и бактерий.Оригинальный текст (англ.)For his researches into the life-history of fungi and schizomycetes. |
| 1893                                    | Артур Шустер                            | Ботаника                                | За его спектроскопические исследования, а также за исследования пробивного разряда в газах и земного магнетизма.Оригинальный текст (англ.)For his spectroscopic inquiries, and his researches on disruptive discharge through gases and on terrestrial magnetism. |
| 1894                                    | Джозеф Джон Томсон                      | Физика                                  | За его вклад в математическую и экспериментальную физику, особенно в теорию электричества.Оригинальный текст (англ.)For his contributions to mathematical and experimental physics especially to electrical theory. |
| 1894                                    | Виктор Александр Горслей                | Физиология                              | За его исследования, касающиеся физиологии нервной системы и щитовидной железы, а также за их применения в лечении болезней.Оригинальный текст (англ.)For his investigations relating to the physiology of the nervous system, and of the thyroid gland, and to their applications to the treatment of disease. |
| 1895                                    | Джон Мюррей                             | Океанология                             | За его заслуги перед биологической наукой и океанографией в связи с отчётами экспедиции «Челленджера» и за его первоначальный вклад в них.Оригинальный текст (англ.)For his services to biological science and oceanography in connection with the "Challenger" reports, and for his original contributions to the same. |
| 1895                                    | Джеймс Альфред Юинг                     | Физика                                  | За исследования магнитной индукции в железе и других металлах.Оригинальный текст (англ.)For his investigations on magnetic induction in iron and other metals. |
| 1896                                    | Арчибальд Гейки                         | Геология                                | За его многочисленные оригинальные вклады в геологию, особенно за вклад в изучение древнего красного песчаника Западной Европы.Оригинальный текст (англ.)For his many original contributions to geology especially those upon the Old Red Sandstone of Western Europe. |
| 1896                                    | Чарлз Вернон Бойз                       | Физика                                  | Оригинальный текст (англ.)For his invention of Quartz Fibres and investigation of their properties, his improvement of the radio-micrometer and investigations with it, for developments in the art of instantaneous photography, and for his determination of the value of the constant of attraction. |
| 1897                                    | Ричард Стрэки                           | Геология                                | За исследования в области географических, метеорологических и ботанических наук.Оригинальный текст (англ.)For his researches in geographical, meteorological, and botanical science. |
| 1897                                    | Эндрю Рассел Форсайт                    | Математика                              | За его вклад в развитие фундаментальной математики и особенно за его работу в области дифференциальных уравнений и теории функций.Оригинальный текст (англ.)For his contributions to the progress of pure mathematics, and especially for his work in differential equations and the theory of functions. |
| 1898                                    | Джон Керр                               | Физика                                  | За исследования оптического эффекта электрического напряжения и отражения света от поверхности намагниченного тела.Оригинальный текст (англ.)For his researches on the optical effect of electrical stress and on the reflection of light at the surface of a magnetised body. |
| 1898                                    | Уолтер Гардинер                         | Ботаника                                | За исследования протоплазматической связи клеток растительных тканей и тонкой гистологии растений.Оригинальный текст (англ.)For his researches on the protoplasmic connection of the cells of vegetable tissues and on the minute histology of plants. |
| 1899                                    | Уильям Макинтош                         | Биология океана                         | За его важные монографии по британской морской зоологии и рыболовству.Оригинальный текст (англ.)For his important monographs on British marine zoology and on the fishing industries. |
| 1899                                    | Джордж Френсис Фицджеральд              | Физика                                  | За его вклад в физику, особенно в области оптики и электричества.Оригинальный текст (англ.)For his contributions to physical science, especially in the domains of optics and electricity. |
| 1900                                    | Альфред Ньютон                          | Орнитология                             | За выдающийся вклад в орнитологию и науку о географическом распространении животных.Оригинальный текст (англ.)For his eminent contributions to the science of ornithology and the geographical distribution of animals. |
| 1900                                    | Перси Александер Мак-Магон              | Математика                              | За количество и диапазон его вкладов в математическую науку.Оригинальный текст (англ.)For the number and range of his contributions to mathematical science |

### XX век
| Список награждённых Королевской медалью | Список награждённых Королевской медалью | Список награждённых Королевской медалью | Список награждённых Королевской медалью |
| Год                                     | Имя                                     | Сфера деятельности                      | Обоснование |
| --------------------------------------- | --------------------------------------- | --------------------------------------- | --- |
| 1901                                    | Уильям Эдвард Айртон                    | Электротехника                          | За его вклад в науку об электричестве.Оригинальный текст (англ.)For his contributions to electrical science. |
| 1901                                    | Уильям Томас Бланфорд                   | Геология                                | За работу, связанную с географическим распространением животных.Оригинальный текст (англ.)For his work in connection with the geographical distribution of animals |
| 1902                                    | Эдвард Альберт Шарпи-Шейфер             | Неврология                              | За исследования функций и мелкой структуры центральной нервной системы, особенно касающиеся моторных и сенсорных функций коры головного мозга.Оригинальный текст (англ.)For his researches into the functions and minute structure of the Central Nervous System, especially with regard to the motor and sensory functions of the cortex of the brain. |
| 1902                                    | Гораций Лэмб                            | Прикладная математика                   | За его исследования в области математической физики. Оригинальный текст (англ.)For his investigations in mathematical physics. |
| 1903                                    | Дэвид Гилл                              | Астрономия                              | За его исследования солнечного и звездного параллакса, а также за его энергичное руководство Королевской обсерваторией на мысе Доброй Надежды. Оригинальный текст (англ.)For his researches in solar and stellar parallax, and his energetic direction of the Royal Observatory at the Cape of Good Hope. |
| 1903                                    | Гораций Табберер Браун                  | Химия                                   | За работу по химии углеводов и усвоению углекислоты зелёными растениями.Оригинальный текст (англ.)For his work on the chemistry of the carbohydrates and on the assimilation of carbonic acid by green plants. |
| 1904                                    | Дэвид Брюс                              | Микробиология                           | За ценные исследования патологии бруцеллёза, наганы и сонной болезни, и особенно за открытия в отношении точных причин этих болезней.Оригинальный текст (англ.)For his valuable researches in the pathology of Malta fever, nagana, and sleeping sickness, and especially for his discoveries as regards the exact causes of these diseases. |
| 1904                                    | Уильям Бёрнсайд                         | Математика                              | За его исследования в области математики, в частности теории групп. Оригинальный текст (англ.)For his researches in mathematics, particularly in the theory of groups. |
| 1905                                    | Чарльз Скотт Шеррингтон                 | Нейрофизиология                         | За исследования центральной нервной системы, особенно в отношении рефлекторной деятельности.Оригинальный текст (англ.)For his researches on the Central Nervous System especially in relation to reflex action. |
| 1905                                    | Джон Генри Пойнтинг                     | Физика                                  | Оригинальный текст (англ.)For his researches in physical science, especially in connection with the constant of gravitation and the theories of electrodynamics and radiation. |
| 1906                                    | Джордж Гринхилл                         | Математика                              | Оригинальный текст (англ.)For his contributions to mathematics, especially the elliptic functions and their applications. |
| 1906                                    | Дьюкинфилд Генри Скотт                  | Ботаника                                | За его исследования и открытия, связанные со строением и родством ископаемых растений. Оригинальный текст (англ.)For his investigations and discoveries in connection with the structure and relationship of fossil plants. |
| 1907                                    | Эрнест Уильям Хобсон                    | Математика                              | На основании его исследований в области математики. Оригинальный текст (англ.)On the ground of his investigations in mathematics. |
| 1907                                    | Рэмси Хитли Тракуэйр                    | Естественная история                    | На основании его открытий, касающихся ископаемых рыб.Оригинальный текст (англ.)On the ground of his discoveries relating to fossil fishes. |
| 1908                                    | Генри Хэд                               | Неврология                              | Оригинальный текст (англ.)On the ground of his researches on the relations between the visceral & somatic nerves and on the functions of the different nerves. |
| 1908                                    | Джон Милн                               | Геология                                | На основании его работ в области сейсмологии. Оригинальный текст (англ.)On the ground of his work in seismology. |
| 1909                                    | Огастес Эдвард Хаф Лав                  | Математика                              | Оригинальный текст (англ.)On the ground of his researches in the theory of elasticity and cognate subjects. |
| 1909                                    | Рональд Росс                            | Медицина                                | На основании его исследований, посвящённых малярии. Оригинальный текст (англ.)On the ground of his researches in connection with malaria. |
| 1910                                    | Фредерик Орпен Бауэр                    | Ботаника                                | На основании его трактата о происхождении наземной флоры. Оригинальный текст (англ.)On the ground of his treatise on the origin of a land flora. |
| 1910                                    | Джон Джоли                              | Геология                                | На основании исследований в области физики и геологии.Оригинальный текст (англ.)On the ground of researches in physics and geology. |
| 1911                                    | Джордж Кристал                          | Математика                              | На основании его работ в области математики и физики.Оригинальный текст (англ.)On the ground of his work in mathematics and physics. |
| 1911                                    | Уильям Мэддок Бейлисс                   | Физиология                              | На основании его исследований в области физиологии.Оригинальный текст (англ.)On the ground of his researches in physiology. |
| 1912                                    | Графтон Эллиот Смит                     | Анатомия                                | no rationale given |
| 1912                                    | Уильям Митчинсон Хикс                   | Физика                                  | На основе его исследований в области математической физики.Оригинальный текст (англ.)On the ground of his researches in mathematical physics. |
| 1913                                    | Эрнест Генри Старлинг                   | Физиология                              | На основании его вклада в развитие физиологии.Оригинальный текст (англ.)On the ground of his contributions to the advancement of physiology. |
| 1913                                    | Гарольд Бэйли Диксон                    | Химия                                   | Оригинальный текст (англ.)On the ground of his eminence in physical chemistry, especially in connexion with explosions in gases. |
| 1914                                    | Эрнест Уильям Браун                     | Астрономия                              | Для исследований по астрономии, главным образом по теории Луны.Оригинальный текст (англ.)For investigations in astronomy, chiefly in the lunar theory. |
| 1914                                    | Уильям Д. Соллас                        | Геология                                | За исследования в области палеонтологии.Оригинальный текст (англ.)For researches in palaeontology. |
| 1915                                    | Джозеф Лармор                           | Математика                              | На основании его многочисленного и важного вклада в математическую и физическую науку.Оригинальный текст (англ.)On the ground of his numerous and important contributions to mathematical and physical science. |
| 1915                                    | Уильям Халс Риверс Риверс               | Этнология                               | На основании его важного вклада в этнографию и этнологию.Оригинальный текст (англ.)On the ground of his important contributions to ethnography and ethnology. |
| 1916                                    | Гектор Манро Макдональд                 | Математика                              | За его вклад в математическую физику. Оригинальный текст (англ.)For his contributions to mathematical physics. |
| 1916                                    | Джон Скотт Холдейн                      | Физиология                              | Оригинальный текст (англ.)For his distinguished services to chemical physiology, more especially in reference to the chemical changes in respiration. |
| 1917                                    | Артур Смит Вудвард                      | Палеонтология                           | На основе его исследований в палеонтологии позвоночных.Оригинальный текст (англ.)On the ground of his researches in vertebrate palaeontology. |
| 1917                                    | Джон Эйткен                             | Метеорология                            | Оригинальный текст (англ.)On the ground of his work on cloudy condensations. |
| 1918                                    | Альфред Фаулер                          | Астрономия                              | За выдающиеся исследования в области физической астрономии и спектроскопии. Оригинальный текст (англ.)For his distinguished researches in physical astronomy and spectroscopy. |
| 1918                                    | Фредерик Гоуленд Хопкинс                | Биохимия                                | На основании его исследований в области химической физиологии.Оригинальный текст (англ.)On the ground of his researches in chemical physiology. |
| 1919                                    | Джеймс Хопвуд Джинс                     | Математика                              | На основании исследований в области прикладной математики. Оригинальный текст (англ.)On the ground of his researches in applied mathematics. |
| 1919                                    | Джон Бретланд Фармер                    | Ботаника                                | На основании его выдающихся работ по цитологии растений и животных. Оригинальный текст (англ.)On the ground of his notable work on plant and animal cytology. |
| 1920                                    | Годфри Харолд Харди                     | Математика                              | На основании исследований в области фундаментальной математики. Оригинальный текст (англ.)On the ground of his researches in pure mathematics. |
| 1920                                    | Уильям Бэтсон                           | Генетика                                | На основании его вклада в биологическую науку, и особенно его исследования в области генетики. Оригинальный текст (англ.)On the ground of his contributions to biological science, and especially his studies in genetics. |
| 1921                                    | Фрэнк Уотсон Дайсон                     | Астрономия                              | За исследования распределения и движения звёзд.Оригинальный текст (англ.)For his researches on the distribution and movement of the stars. |
| 1921                                    | Фредерик Блэкмен                        | Ботаника                                | За исследования газообмена в растениях и воздействия ограничивающих факторов.Оригинальный текст (англ.)For his researches on the gaseous exchange in plants & on the operation of limiting factors. |
| 1922                                    | Чарлз Томсон Риз Вильсон                | Метеорология                            | Оригинальный текст (англ.)For his researches on condensation nuclei and atmospheric electricity. |
| 1922                                    | Джозеф Баркрофт                         | Физиология                              | За исследования в области физиологии и особенно за работу в области дыхания.Оригинальный текст (англ.)For his researches in physiology and especially for his work in connection with respiration. |
| 1923                                    | Чарльз Джеймс Мартин                    | Физиология                              | За его исследования метаболизма животных.Оригинальный текст (англ.)For his researches on animal metabolism |
| 1923                                    | Нейпир Шоу                              | Метеорология                            | За его исследования в области метеорологии.Оригинальный текст (англ.)For his researches in meteorological science |
| 1924                                    | Дугалд Клерк                            | Инженерное дело                         | За применение научных принципов к инженерным проблемам. Оригинальный текст (англ.)For his application of scientific principles to engineering problems. |
| 1924                                    | Генри Халлет Дейл                       | Фармакология                            | За исследования в фармакологии и физиологии.Оригинальный текст (англ.)For his researches in pharmacology and physiology. |
| 1925                                    | Альберт Чарльз Сьюард                   | Ботаника                                | За исследования палеоботаники Гондваны.Оригинальный текст (англ.)For his researches on the palaeobotany of Gondwanaland. |
| 1925                                    | Уильям Генри Перкин                     | Органическая химия                      | За его работу по составу алкалоидов, проведенную в течение последних нескольких лет.Оригинальный текст (англ.)For his work on the constitution of the alkaloids carried out during the past few years. |
| 1926                                    | Арчибалд Вивиен Хилл                    | Физиология                              | За его выдающуюся работу по физическим и химическим аспектам мышечного сокращения.Оригинальный текст (англ.)For his distinguished work on the physical and chemical aspects of muscular contraction. |
| 1926                                    | Уильям Бейт Харди                       | Биохимия                                | За его новаторские работы по коллоидной химии и теории смазки.Оригинальный текст (англ.)For his pioneer work on colloidal chemistry and the theory of lubrication. |
| 1927                                    | Джон Каннингэм Мак-Леннан               | Физика                                  | За исследования в области спектроскопии и атомной физики.Оригинальный текст (англ.)For his researches in spectroscopy and atomic physics. |
| 1927                                    | Томас Льюис                             | Кардиология                             | "За исследования по сосудистой системе, последовавшей за ранней работой о биении сердца млекопитающих." |
| 1928                                    | Артур Стэнли Эддингтон                  | Астрофизика                             | За вклад в астрофизику.Оригинальный текст (англ.)For his contributions to astrophysics. |
| 1928                                    | Роберт Брум                             | Палеонтология                           | За его исследования, пролившие свет на проблему происхождения млекопитающих.Оригинальный текст (англ.)For his discoveries which have shed new light on the problem of the origin of mammals. |
| 1929                                    | Джон Идензор Литлвуд                    | Математика                              | За работы по математическому анализу и теории простых чисел.Оригинальный текст (англ.)For his work on mathematical analysis and the theory of prime numbers. |
| 1929                                    | Роберт Мьюир                            | Патология                               | За его вклад в иммунологиюОригинальный текст (англ.)For his contributions to the science of immunology. |
| 1930                                    | Джон Эдвард Марр                        | Геология                                | За новаторскую работу по точному районированию палеозойских пород.Оригинальный текст (англ.)For his pioneer work in the accurate zoning of the palaeozoic rocks. |
| 1930                                    | Оуэн Уилланс Ричардсон                  | Физика                                  | Оригинальный текст (англ.)For his work on thermionics and spectroscopy. |
| 1931                                    | Ричард Тетли Глэйзбрук                  | Физика                                  | За выдающиеся работы в экспериментальной физике.Оригинальный текст (англ.)For his distinguished work in experimental physics. |
| 1931                                    | Генри Уильям Лэнг                       | Ботаника                                | За работу по анатомии и морфологии папоротниковых окаменелостей Древнего красного песчаника. Оригинальный текст (англ.)For his work on the anatomy and morphology of the fern-like fossils of the Old Red Sandstone. |
| 1932                                    | Эдвард Мелланби                         | Фармакология                            | За важные исследования диетических факторов, особенно в связи с рахитом.Оригинальный текст (англ.)For his important researches on dietary factors, particularly in connexion with rickets. |
| 1932                                    | Роберт Робинсон                         | Химия                                   | За его работы во многих областях органической химии, особенно в области строения растительных продуктов и их фитохимического синтеза.Оригинальный текст (англ.)For his work in many branches of organic chemistry, especially on the structure of plant products and their phytochemical synthesis. |
| 1933                                    | Джефри Инграм Тейлор                    | Физика                                  | За математические работы в области физики, геофизики и аэродинамики.Оригинальный текст (англ.)For his mathematical work in physics, geophysics and aerodynamics. |
| 1933                                    | Патрик Плейфэйр Лэйдлоу                 | Вирусология                             | За его работу по вирусным заболеваниям, в том числе по причинам и профилактике чумки у собак.Оригинальный текст (англ.)For his work on diseases due to viruses, including that on the cause and prevention of distemper in dogs. |
| 1934                                    | Эдгар Дуглас Эдриан                     | Электрофизиология                       | За работу по физиологии нерва и её применение к проблемам ощущения.Оригинальный текст (англ.)For his work on the physiology of nerve and its application to the problems of sensation. |
| 1934                                    | Сидни Чепмен                            | Геофизика                               | За исследования в области кинетической теории газов, земного магнетизма и явлений верхней атмосферы.Оригинальный текст (англ.)For his researches in the kinetic theory of gases, in terrestrial magnetism and in the phenomena of the upper atmosphere. |
| 1935                                    | Альфред Харкер                          | Петрология                              | В знак признания его выдающейся работы и влияния как петролога.Оригинальный текст (англ.)In recognition of his distinguished work and influence as a petrologist. |
| 1935                                    | Чарльз Галтон Дарвин                    | Физика                                  | За его исследования в математической физике, особенно в квантовой механике электрона и в оптике.Оригинальный текст (англ.)For his researches in mathematical physics, especially in the quantum mechanics of the electron and in optics. |
| 1936                                    | Эдвин Стефен Гудрич                     | Зоология                                | За работу по морфологии выделительных органов беспозвоночных и за работу по сравнительной анатомии и эмбриологии позвоночных.Оригинальный текст (англ.)For his work on the morphology of the excretory organs of the invertebrate and for his work on the comparative anatomy and embryology of the vertebrata. |
| 1936                                    | Ральф Говард Фаулер                     | Физика                                  | За его работы по статистической механике и смежным разделам современной математической физики.Оригинальный текст (англ.)For his work on statistical mechanics and allied departments of modern mathematical physics. |
| 1937                                    | Артур Генри Реджинальд Буллер           | Биология                                | Оригинальный текст (англ.)In recognition of his researches on the general biology and sexuality of the fungi. |
| 1937                                    | Невил Винсент Сиджвик                   | Химия                                   | В знак признания его выдающихся работ по валентности и молекулярной структуре.Оригинальный текст (англ.)In recognition of his distinguished work on valency and on molecular structure. |
| 1938                                    | Фрэнсис Уильям Астон                    | Физика                                  | За открытие изотопов нерадиоактивных элементов.Оригинальный текст (англ.)For his discovery of the isotopes of non-radioactive elements. |
| 1938                                    | Рональд Эйлмер Фишер                    | Статистика                              | За важный вклад в теорию и практику статистических методов.Оригинальный текст (англ.)For his important contributions to the theory and practice of statistical methods. |
| 1939                                    | Дэвид Кейлин                            | Энтомология                             | За вклад в биохимию и энтомологию; в частности, за демонстрацию роли цитохрома в окислительно-восстановительных механизмах живой клетки. И за его исследования высших двукрылых. Оригинальный текст (англ.)For his contributions to biochemistry and entomology; in particular for his demonstration of the part played by cytochrome in the oxidation-reduction mechanisms of the living cell; and for his studies of the higher diptera. |
| 1939                                    | Поль Дирак                              | Физика                                  | Оригинальный текст (англ.)For the leading part he had taken in the development of the new quantum mechanics. |
| 1940                                    | Фрэнсис Хью Адам Маршалл                | Физиология                              | За вклад в физиологию воспроизводства животных.Оригинальный текст (англ.)For his contributions to the physiology of animal reproduction. |
| 1940                                    | Патрик Мейнард Стюарт Блэкетт           | Физика                                  | Оригинальный текст (англ.)For his studies of cosmic rays and the showers of particles which they produce, for his share in the discovery of the positive electron, for his work on mesons and many other experimental achievements. |
| 1941                                    | Эрнест Кеннауэй                         | Патология                               | За открытие природы канцерогенных веществ в каменноугольной смоле и за исследования рака, вызванного синтетическими веществами. Оригинальный текст (англ.)For his discovery of the nature of the carcinogenic substances in coal tar and for his investigations on production of cancer by synthetic substances. |
| 1941                                    | Эдуард Артур Милн                       | Астрофизика                             | За исследования атмосфер Земли и Солнца, внутреннего строения звезд и теории относительности.Оригинальный текст (англ.)For his researches on the atmospheres of the earth and the sun, on the internal constitution of the stars, and on the theory of relativity. |
| 1942                                    | Уильям Уайтмен Карлтон Топли            | Бактериология                           | За выдающиеся работы по экспериментальной эпидемиологии и иммунологии.Оригинальный текст (англ.)For his outstanding work on experimental epidemiology and immunology. |
| 1942                                    | Уолтер Нормен Хоуорс                    | Химия                                   | За фундаментальный вклад в органическую химию, в частности, за изучение состава сахаров и структуры сложных полисахаридов.Оригинальный текст (англ.)For his fundamental contributions to organic chemistry, particularly to the constitution of the sugars and the structure of complex polysaccharides. |
| 1943                                    | Эдвард Баттерсби Бэйли                  | Геология                                | За выдающийся вклад в изучение структуры гор и исследования тектоники вулканизма.Оригинальный текст (англ.)For his distinguished contributions to the knowledge of mountain structure and his studies on the tectonics of vulcanism. |
| 1943                                    | Гарольд Спенсер Джонс                   | Астрономия                              | За определение солнечного параллакса и других фундаментальных астрономических констант.Оригинальный текст (англ.)For his determination of the solar parallax and of other fundamental astronomical constants. |
| 1944                                    | Чарльз Роберт Харингтон                 | Химия                                   | За его работу в области анализа и синтеза тироксина и иммунохимии.Оригинальный текст (англ.)For his work in the analysis and synthesis of thyroxine, and in immunological chemistry. |
| 1944                                    | Дэвид Брант                             | Метеорология                            | За фундаментальный вклад в метеорологию.Оригинальный текст (англ.)For his fundamental contributions to meteorology. |
| 1945                                    | Эдвард Джеймс Солсбери                  | Ботаника                                | За заметный вклад в экологию растений и изучение британской флоры в целом.Оригинальный текст (англ.)For his notable contributions to plant ecology and to the study of the British flora generally. |
| 1945                                    | Джон Десмонд Бернал                     | Кристаллография                         | За работы по изучению структуры белков и других веществ рентгеновскими методами и за решение многих других задач, требующих физического подхода. Оригинальный текст (англ.)For his work on the structure of proteins and other substances by X-ray methods and for the solution of many other problems requiring a physical approach. |
| 1946                                    | Сирил Дин Дарлингтон                    | Биология                                | За выдающиеся исследования в области цитологии и генетики.Оригинальный текст (англ.)For his distinguished researches in cytology and genetics. |
| 1946                                    | Уильям Лоренс Брэгг                     | Физика                                  | За выдающиеся исследования в области рентгеноструктурного анализа и рентгеновской спектроскопии.Оригинальный текст (англ.)For his distinguished researches in the sciences of X-ray structure analysis and X-ray spectroscopy. |
| 1947                                    | Фрэнк Макфарлейн Бёрнет                 | Вирусология                             | За выдающиеся работы по бактериофагам, вирусам и иммунитету; и за его вклад в изучение инфекционных болезней как экологического явления.Оригинальный текст (англ.)For his distinguished work on bacteriophages, viruses and immunity; and for his contributions to the study of infectious disease as an ecological phenomenon. |
| 1947                                    | Сирил Норман Хиншелвуд                  | Химия                                   | За выдающиеся работы по механизму химических реакций, от простейших газофазных процессов до сложных процессов деления клеток.Оригинальный текст (англ.)For his distinguished work on the mechanism of chemical reactions from the simplest gas phase processes to the complexities of cell division. |
| 1948                                    | Джеймс Грей                             | Зоология                                | За выдающиеся исследования в области цитологии, движения ресничек и, в частности, за его анатомические и экспериментальные исследования позы животных и их передвижения.Оригинальный текст (англ.)For his distinguished researches in cytology, ciliary movement, and particularly his anatomical and experimental studies of animal posture and locomotion. |
| 1948                                    | Гарольд Джеффрис                        | Геофизика                               | За выдающиеся работы в геофизике и важный вклад в астрономию Солнечной системы.Оригинальный текст (англ.)For his distinguished work in geophysics and his important contributions to the astronomy of the solar system. |
| 1949                                    | Рудольф Альберт Питерс                  | Биохимия                                | За выдающиеся биохимические исследования, в частности за исследования биохимической роли витамина B1 в тканевом метаболизме; и механизм токсического действия люизита и других соединений мышьяка.Оригинальный текст (англ.)For his distinguished biochemical researches, in particular his investigations of (i) the biochemical role of vitamin B1 in tissue metabolism; and (ii) the mechanism of the toxic action of lewisite and other arsenical compounds. |
| 1949                                    | Джордж Паджет Томсон                    | Физика                                  | За выдающийся вклад во многие области атомной физики и особенно за работу по установлению волновых свойств электрона.Оригинальный текст (англ.)For his distinguished contributions to many branches of atomic physics, and especially for his work in establishing the wave properties of the electron. |
| 1950                                    | Карл Фредерик Абель Пантин              | Зоология                                | За его вклад в сравнительную физиологию беспозвоночных, особенно его работу по нервной проводимости у ракообразных и актинозоа. Оригинальный текст (англ.)For his contributions to the comparative physiology of the Invertebrata, particularly his work on nerve conduction in Crustacea and Actinozoa. |
| 1950                                    | Эдуард Виктор Эплтон                    | Физика                                  | Оригинальный текст (англ.)For his work on the ele [sic] transmission of electromagnetic waves round the earth and for his investigations of the ionic state of the upper atmosphere. |
| 1951                                    | Говард Уолтер Флори                     | Фармакология                            | В знак признания его выдающегося вклада в патологию его исследованиями функций муцина и его работой над пенициллином и другими антибиотиками.Оригинальный текст (англ.)In recognition of his distinguished contributions to pathology by his studies of the functions of mucin and by his work on penicillin and other antibiotics. |
| 1951                                    | Ян Моррис Хейлброн                      | Химия                                   | В знак признания его выдающегося вклада в органическую химию, особенно в области синтеза витамина А и полиенов.Оригинальный текст (англ.)In recognition of his distinguished contributions to organic chemistry, notably in the field of vitamin A and polyene synthesis. |
| 1952                                    | Фредерик Чарлз Бартлетт                 | Экспериментальная психология            | Оригинальный текст (англ.)In recognition of his creation of an experimental school of psychology which has established under his leadership an outstanding position recognized internationally as without superior. |
| 1952                                    | Кристофер Кельк Ингольд                 | Химия                                   | В знак признания его обширных теоретических и практических исследований механизма органических химических реакций и факторов, влияющих на них. А также за его анализ структуры бензола.Оригинальный текст (англ.)In recognition of his extensive theoretical and practical studies of the mechanism of organic chemical reactions and the factors influencing them; and for his analysis of the structure of benzene. |
| 1953                                    | Пол Гордон Филдес                       | Микробиология                           | В знак признания его классических исследований факторов роста бактерий и за создание основы для работы, ведущей к рациональному подходу к химиотерапии.Оригинальный текст (англ.)In recognition of his classical researches on growth factors for bacteria and for laying the foundation of work leading to a rational approach to chemotherapy. |
| 1953                                    | Невилл Франсис Мотт                     | Физика                                  | В знак признания его выдающихся работ в области квантовой теории и особенно в теории металлов.Оригинальный текст (англ.)In recognition of his eminent work in the field of quantum theory and particularly in the theory of metals. |
| 1954                                    | Ханс Адольф Кребс                       | Биохимия                                | В знак признания его открытия двух ключевых реакций в метаболизме животных и его выдающегося вклада в знания клеточной энергетики.Оригинальный текст (англ.)In recognition of his discovery of two key reactions in animal metabolism and for his distinguished contributions to the knowledge of cell energetics. |
| 1954                                    | Джон Дуглас Кокрофт                     | Физика                                  | В знак признания его выдающихся работ по ядерной и атомной физике.Оригинальный текст (англ.)In recognition of his distinguished work on nuclear and atomic physics. |
| 1955                                    | Винсент Вигглсворт                      | Энтомология                             | В знак признания его выдающегося экспериментального вклада во многие аспекты физиологии насекомых.Оригинальный текст (англ.)In recognition of his distinguished experimental contributions of outstanding value to many aspects of insect physiology. |
| 1955                                    | Александер Робертус Тодд                | Биохимия                                | В знак признания его выдающихся работ в области органической химии. Оригинальный текст (англ.)In recognition of his distinguished work in organic chemistry. |
| 1956                                    | оуэн Томас Джонс                        | Геология                                | В знак признания его выдающихся исследований палеозойских пород, особенно в Уэльсе, его работы с отложениями, его палеонтологических исследований и применения геологических знаний в решении практических проблем.Оригинальный текст (англ.)In recognition of his distinguished studies in the Palaeozoic rocks, particularly in Wales, his work on sediments, his palaeontological researches and the application of geological knowledge to practical problems. |
| 1956                                    | Дороти Кроуфут-Ходжкин                  | Химия                                   | В знак признания её выдающейся работы по выяснению структур пенициллина, витамина B12 и других важных соединений методами рентгеновской кристаллографии.Оригинальный текст (англ.)In recognition of her distinguished work in the elucidation of structures of penicillin, vitamin B12 and other important compounds by the methods of X-ray crystallography. |
| 1957                                    | Фредерик Гугенхайм Грегори              | Ботаника                                | В знак признания его выдающихся исследований в области физиологии растений.Оригинальный текст (англ.)In recognition of his distinguished studies in plant physiology. |
| 1957                                    | Вильям Воланс Дуглас Ходж               | Математика                              | В знак признания его выдающихся работ по алгебраической геометрии.Оригинальный текст (англ.)In recognition of his distinguished work on algebraic geometry. |
| 1958                                    | Алан Ллойд Ходжкин                      | Физиология                              | В знак признания его выдающихся работ по механизму возбуждения и проводимости нервов и мышц. Оригинальный текст (англ.)In recognition of his distinguished work on the mechanism of excitation and conduction in nerve and muscle. |
| 1958                                    | Гарри Стюарт Уилсон Мэсси               | Физика                                  | В знак признания его выдающегося вклада в физику, в частности за его экспериментальные и теоретические исследования явлений столкновения в газах. Оригинальный текст (англ.)In recognition of his distinguished contributions to physics, and particularly for his experimental and theoretical studies of collision phenomena in gases. |
| 1959                                    | Питер Брайан Медавар                    | Физиология                              | Оригинальный текст (англ.)In recognition of his distinguished contributions in the field of tissue transplantation immunity and acquired tolerance. |
| 1959                                    | Рудольф Эрнст Пайерлс                   | Физика                                  | В знак признания его выдающихся работ по теоретическим основам физики высоких энергий и ядерной физики. Оригинальный текст (англ.)In recognition of his distinguished work on the theoretical foundations of high energy and nuclear physics. |
| 1960                                    | Рой Кэмерон                             | Патология                               | В знак признания его выдающегося вклада в области клеточной патологии.Оригинальный текст (англ.)In recognition of his distinguished contributions in the field of cellular pathology |
| 1960                                    | Альфред Чарлз Бернард Ловелл            | Физика                                  | В знак признания его выдающегося вклада в радиоастрономию.Оригинальный текст (англ.)In recognition of his distinguished contributions to radio astronomy. |
| 1961                                    | Уилфрид Ле Грос Кларк                   | Физиология                              | В знак признания его выдающегося вклада в нейроанатомию и морфологию приматов, который он объединил для получения новых знаний об эволюции человека.Оригинальный текст (англ.)In recognition of his outstanding contributions to neuroanatomy and primate morphology, which he has combined to provide new knowledge of human evolution. |
| 1961                                    | Сесил Фрэнк Пауэлл                      | Физика                                  | В знак признания его новаторской работы по развитию фотоэмульсионной техники в исследовании космических лучей и выдающихся результатов, полученных на её основе по элементарным частицам космического излучения.Оригинальный текст (англ.)In recognition of his pioneering work on the development of the photographic emulsion technique in the investigation of cosmic rays and the outstanding results derived therefrom on the elementary particles in cosmic radiation. |
| 1962                                    | Джон Кэрью Экклс                        | Нейрофизиология                         | В знак признания его выдающихся исследований функции спинного мозга, особенно механизмов возбуждения и торможения.Оригинальный текст (англ.)In recognition of his distinguished investigations of the function of the spinal cord, particularly of the mechanisms of excitation and inhibition. |
| 1962                                    | Субраманьян Чандрасекар                 | Астрофизика                             | В знак признания его выдающихся исследований в области математической физики, в частности, связанных с устойчивостью конвективных движений в жидкостях с магнитными полями и без них.Оригинальный текст (англ.)In recognition of his distinguished researches in mathematical physics, particularly those related to the stability of convective motions in fluids with and without magnetic fields. |
| 1963                                    | Герберт Гарольд Рид                     | Геология                                | В знак признания его выдающегося вклада в понимание процессов метаморфизма горных пород и происхождения гранита. Оригинальный текст (англ.)In recognition of his outstanding contributions to the understanding of the processes of rock metamorphism and the origins of granite. |
| 1963                                    | Роберт Хилл                             | Биохимия                                | В знак признания его выдающейся работы в области биохимии растений, особенно за его вклад в изучение фотосинтеза.Оригинальный текст (англ.)In recognition of his distinguished work in biochemistry of plants, especially for his contributions to knowledge of photosynthesis. |
| 1964                                    | Фрэнсис Уильям Роджерс Брэмбелл         | Медицина                                | Оригинальный текст (англ.)In recognition of his important contribution to our understanding of the passage of protein from maternal to foetal circulations. |
| 1964                                    | Джеймс Лайтхилл                         | Aeroacoustics                           | В знак признания его выдающегося вклада в изучение течения сжимаемых газов и математической теории распределений.Оригинальный текст (англ.)In recognition of his distinguished contributions to knowledge of the flow of compressible gases, and the mathematical theory of distributions. |
| 1965                                    | Генри Чарльз Хасбенд                    | Инженерное дело                         | Оригинальный текст (англ.)In recognition of his distinguished work in many aspects of engineering, particularly for his design studies of large structures such as those exemplified in the radio telescopes at Jodrell Bank and Goonhilly Downs. |
| 1965                                    | Джон Коудери Кендрю                     | Кристаллография                         | В знак признания его выдающегося вклада в полный структурный анализ белковой молекулы (миоглобина), особенно в биологические аспекты этого исследования.Оригинальный текст (англ.)In recognition of his distinguished contributions to the complete structural analysis of a protein molecule (myoglobin), particularly the biological aspects of this study. |
| 1965                                    | Реймонд Артур Литлтон                   | Астрономия                              | В знак признания его выдающегося вклада в астрономию, особенно за его работу по динамической устойчивости галактик.Оригинальный текст (англ.)In recognition of his distinguished contributions to astronomy, particularly for his work on the dynamical stability of galaxies. |
| 1966                                    | Кристофер Кокерелл                      | Инженерное дело                         | Оригинальный текст (англ.)In recognition of his pioneering invention, and major contributions to the subsequent development of hovercraft. |
| 1966                                    | Фрэнк Йейтс                             | Statistical biology                     | В знак признания его глубокого и далеко идущего вклада в статистические методы экспериментальной биологии.Оригинальный текст (англ.)In recognition of his profound and far-reaching contributions to the statistical methods of experimental biology. |
| 1966                                    | Джон Эшворт Рэтклифф                    | Физика                                  | В знак признания его выдающихся исследований ионосферы и распространения радиоволн.Оригинальный текст (англ.)In recognition of his distinguished studies in the ionosphere and on the propagation of radio waves. |
| 1967                                    | Джозеф Барт Хатчинсон                   | Биология                                | В знак признания его выдающейся работы по генетике и эволюции сельскохозяйственных культур с особым акцентом на хлопок.Оригинальный текст (англ.)In recognition of his distinguished work on the genetics and evolution of crop-plants with particular reference to cotton. |
| 1967                                    | Джон Захари Янг                         | Нейрофизиология                         | Оригинальный текст (англ.)In recognition of his outstanding researches correlating neural structure with function. |
| 1967                                    | Сесил Эдгар Тилли                       | Петрология                              | Оригинальный текст (англ.)In recognition of his many distinguished contributions in all branches of retrology. |
| 1968                                    | Гилберт Робертс                         | Инженерное дело                         | В знак признания его выдающегося вклада в гражданское строительство, в частности в проектирование и строительство длиннопролетных подвесных мостов.Оригинальный текст (англ.)In recognition of his distinguished contributions to civil engineering, and in particular to the design and construction of long-span suspension bridges. |
| 1968                                    | Уолтер Томас Джеймс Морган              | Биохимия                                | В знак признания его выдающегося вклада в знание химии веществ, относящихся к группе крови, с особым акцентом на генетические, а также иммунологические соображения.Оригинальный текст (англ.)In recognition of his outstanding contributions to knowledge of the chemistry of blood-group substances, with special reference to genetical as well as immunological considerations. |
| 1968                                    | Майкл Фрэнсис Атья                      | Математика                              | Оригинальный текст (англ.)In recognition of his distinguished contributions to algebraic geometry and to the study of differential equations by the methods of algebraic topology. |
| 1969                                    | Чарльз Уильям Оутли                     | Электротехника                          | Оригинальный текст (англ.)In recognition of his distinguished work in the wartime development of radar and latterly for the design and development of a highly successful scanning electron microscope. |
| 1969                                    | Фредерик Сенгер                         | Биохимия                                | В знак признания его новаторской работы по последовательности аминокислот в белках и нуклеотидов рибонуклеиновых кислот.Оригинальный текст (англ.)In recognition of his pioneer work on the sequence of amino acids in proteins and of nucleotides of ribonucleic acids. |
| 1969                                    | Джордж Эдвард Рэйвен Дикон              | Океанография                            | В знак признания его выдающегося вклада в физическую океанографию и за его руководство в качестве директора Национального института океанографии.Оригинальный текст (англ.)In recognition of his distinguished contributions to physical oceanography and for his leadership as director of the National Institute of Oceanography. |
| 1970                                    | Джон Флитвуд Бейкер                     | Инженерное дело                         | В знак признания его фундаментальной и прикладной работы по пластическому поведению и дизайну каркасных конструкций, которая теперь используется во всем мире.Оригинальный текст (англ.)In recognition of his fundamental and applied work on the plastic behaviour and design of framed structures which is now being used throughout the world. |
| 1970                                    | Уильям Альберт Хью Раштон               | Физиология                              | В знак признания его выдающейся работы по зрительным пигментам в живом глазу и по химической и нервной адаптации сетчатки. Оригинальный текст (англ.)In recognition of his distinguished work on the visual pigments in the living eye and on chemical and nervous adaptation in the retina. |
| 1970                                    | Кингсли Чарльз Данэм                    | Геология                                | В знак признания его выдающегося вклада в фундаментальную и прикладную геологию, особенно в области залежей металлических руд.Оригинальный текст (англ.)In recognition of his distinguished contributions to pure and applied geology, and especially in the field of metallic ore deposits. |
| 1971                                    | Перси Эдвард Кент                       | Геология                                | В знак признания его выдающегося вклада в разведку нефти и газа и геологию нефтяных и газовых месторождений. Оригинальный текст (англ.)In recognition of his distinguished contributions to oil and gas exploration and the geology of oil and gas fields. |
| 1971                                    | Макс Фердинанд Перуц                    | Биология                                | В знак признания его новаторских работ в области молекулярной биологии и структуры белков.Оригинальный текст (англ.)In recognition of his pioneering work on the molecular biology and structure of proteins. |
| 1971                                    | Герхард Герцберг                        | Физика                                  | В знак признания его выдающихся экспериментальных исследований в области атомной и молекулярной спектроскопии и её применений в химии, физике и астрономии.Оригинальный текст (англ.)In recognition of his distinguished experimental researches in atomic and molecular spectroscopy and its applications in chemistry, physics and astronomy. |
| 1972                                    | Уилфрид Беннет Льюис                    | Ядерная физика                          | В знак признания его выдающегося вклада в науку и технологию реакторов на тяжелой воде для производства электроэнергии.Оригинальный текст (англ.)In recognition of his distinguished contributions to the science and technology of heavy water reactors for power generation. |
| 1972                                    | Фрэнсис Крик                            | Биология                                | В знак признания его разъяснений структуры ДНК и его продолжающегося вклада в молекулярную биологию.Оригинальный текст (англ.)In recognition of his elucidation of the structure of DNA and his continuing contribution to molecular biology. |
| 1972                                    | Дерек Харолд Ричард Бартон              | Химия                                   | В знак признания его выдающегося вклада в органическую химию, особенно его теорий конформации органических молекул и его синтеза природных продуктов.Оригинальный текст (англ.)In recognition of his distinguished contributions to organic chemistry, especially his theories on the conformation of organic molecules and his syntheses of natural products. |
| 1973                                    | Эдвард Пенли Абрахам                    | Биология                                | В знак признания его выдающейся работы по выделению, характеристике и разработке антибиотиков группы цефалоспоринов.Оригинальный текст (англ.)In recognition of his outstanding work on the isolation, characterization and development of the cephalosporin group of antibiotics. |
| 1973                                    | Родни Роберт Портер                     | Биология                                | За глубокие исследования структуры иммуноглобулинов.Оригинальный текст (англ.)In recognition of his penetrating investigations on the structure of immunoglobulins. |
| 1973                                    | Мартин Райл                             | Астрономия                              | В знак признания его выдающегося вклада в радиоастрономию.Оригинальный текст (англ.)In recognition of his distinguished contributions to radioastronomy. |
| 1974                                    | Сидней Бреннер                          | Биология                                | В знак признания его выдающегося вклада в молекулярную биологию, касающегося природы генетического кода и его выражения во время развития.Оригинальный текст (англ.)In recognition of his distinguished contributions to molecular biology concerning the nature of the genetic code and its expression during development. |
| 1974                                    | Джордж Роберт Фримен Эдвардс            | Инженерное дело                         | В знак признания его большого вклада в авиационную технику, особенно в создание сверхзвуковых самолётов.Оригинальный текст (англ.)In recognition of his many contributions to aeronautical engineering, particularly in the realization of supersonic aircraft. |
| 1974                                    | Фред Хойл                               | Физика                                  | В знак признания его выдающегося вклада в теоретическую физику и космологию.Оригинальный текст (англ.)In recognition of his distinguished contributions to theoretical physics and cosmology. |
| 1975                                    | Барнс Уоллес                            | Инженерное дело                         | Оригинальный текст (англ.)In recognition of the originality of his ideas and the determination with which he has pursued them. |
| 1975                                    | Дэвид Чилтон Филлипс                    | Биология                                | В знак признания его разъяснения трехмерной структуры фермента и его выдающегося вклада в методы рентгеновской кристаллографии.Оригинальный текст (англ.)In recognition of his solution of the three-dimensional structure of an enzyme and his outstanding contributions to the techniques of x-ray crystallography. |
| 1975                                    | Эдвард Крисп Буллард                    | Геофизика                               | В знак признания его как мирового лидера в геофизике, особенно в области генерации магнитного поля Земли, происхождения океанов и дрейфа континентов.Оригинальный текст (англ.)In recognition of his distinction as a world leader in geophysics, especially the generation of the earths magnetic field, the origin of the oceans and continental drift. |
| 1976                                    | Алан Уолш                               | Физика                                  | Оригинальный текст (англ.)In recognition of his distinguished contributions to emission and infra-red spectroscopy and his origination of the atomic absorption method of quantitative analysis. |
| 1976                                    | Джеймс Лирмонт Гованс                   | Медицина                                | В знак признания его выдающихся исследований в области иммунологии, особенно в отношении рециркуляции и иммунологической роли лимфоцитов.Оригинальный текст (англ.)In recognition of his distinguished research in the field of immunology, especially as regards the recirculation and immunological role of lymphocytes |
| 1976                                    | Джон Уоркап Корнфорт                    | Химия                                   | Оригинальный текст (англ.)In recognition of his fundamental contribution to the stereochemical unravelling of the biosynthesis of squalene and cholesterol from acetate and mevalonate. |
| 1977                                    | Джон Бертрам Адамс                      | Физика                                  | В знак признания его выдающегося вклада в разработку и эксплуатацию ускорителей частиц высоких энергий.Оригинальный текст (англ.)In recognition of his outstanding contributions to the design and operation of high-energy particle accelerators. |
| 1977                                    | Хью Хаксли                              | Биология                                | В знак признания его выдающихся исследований структуры мышц и молекулярных механизмов сокращения.Оригинальный текст (англ.)In recognition of his distinguished research on the structure of muscle and on the molecular mechanisms of contraction. |
| 1977                                    | Питер Хирш                              | Материаловедение                        | В знак признания его выдающихся исследований дефектов в кристаллах и особенно за его объяснения процесса наклепа.Оригинальный текст (англ.)In recognition of his distinguished studies of defects in crystals and especially of his elucidation of the process of work hardening. |
| 1978                                    | Том Килберн                             | Инженерное дело                         | В знак признания его выдающегося личного и постоянного вклада в развитие компьютерного оборудования в Великобритании на протяжении последних тридцати лет.Оригинальный текст (англ.)In recognition of his outstanding individual and continuing contribution to the development of computer hardware in the United Kingdom over the last thirty years. |
| 1978                                    | Родерик Альфред Грегори                 | Биология                                | В знак признания его выдающихся исследований биологической активности пептидных гормонов в зависимости от их структуры.Оригинальный текст (англ.)In recognition of his distinguished studies of the biological activity of peptide hormones in relation to their structure. |
| 1978                                    | Абдус Салам                             | Физика                                  | Оригинальный текст (англ.)In recognition of his outstanding contributions to the physics of elementary particles with special reference to the unification of the electromagnetic and weak interactions. |
| 1979                                    | Вернон Эллис Косслетт                   | Физика                                  | В знак признания его выдающегося вклада в разработку и развитие рентгеновского микроскопа, сканирующего электронного микрозондового анализатора, электронных микроскопов высокого напряжения и сверхвысокого разрешения (2,5 А) и их приложений во многих областях.Оригинальный текст (англ.)In recognition of his outstanding contributions to the design and development of the X-ray microscope, the scanning electron microprobe analyser, the high voltage and ultrahigh resolution (2.5A) electron microscopes and their applications in many disciplines. |
| 1979                                    | Ганс Вальтер Костерлиц                  | Биология                                | В знак признания его выдающейся работы по наркотикам, приведшей к открытию в 1975 году энкефалинов.Оригинальный текст (англ.)In recognition of his distinguished work on narcotics leading to the discovery in 1975 of the enkephalins. |
| 1979                                    | Фредерик Чарльз Фрэнк                   | Физика                                  | Оригинальный текст (англ.)In recognition of his outstanding original contributions to the theory of crystal growth, dislocations, phase transformations and polymers, with wide applications in physics, chemistry and geology. |
| 1980                                    | Джон Пол Уайлд                          | Астрономия                              | Оригинальный текст (англ.)In recognition of his conception of the basic principles of the Interscan aircraft instrument landing system and the guidance of its development to a successful conclusion. |
| 1980                                    | Генри Харрис                            | Медицина                                | В знак признания его разработки слияния клеток для изучения генетики и дифференцировки соматических клеток, включая генетический контроль злокачественных новообразований.Оригинальный текст (англ.)In recognition of his development of cell fusion for the study of somatic-cell genetics and differentiation including the genetic control of malignancy. |
| 1980                                    | Дэнис Уилкинсон                         | Физика                                  | Оригинальный текст (англ.)In recognition of his highly original research in nuclear physics and of his outstanding contributions on giant resonances, radiative widths, second-class beta decay and the fundamental symmetries of nuclear interactions and also on instrumentation. |
| 1981                                    | Ральф Райли                             | Генетика                                | В знак признания его выдающегося вклада в понимание генетики пшеницы и разработку новых методов производства улучшенных сортов.Оригинальный текст (англ.)In recognition of his distinguished contributions to understanding the genetics of wheat and the development of new methods of producing improved varieties. |
| 1981                                    | Марта Луиза Фогт                        | Неврология                              | В знак признания её важного вклада в синаптическую биохимию и фармакологию, которые являются фундаментальными для современной нейрофармакологии.Оригинальный текст (англ.)In recognition of her important contributions to synaptic biochemistry and pharmacology which are fundamental to modern neuropharmacology. |
| 1981                                    | Джефри Уилкинсон                        | Химия                                   | В знак признания его выдающегося вклада в препаративную неорганическую химию и, в частности, в синтез и применение металлоорганических соединений.Оригинальный текст (англ.)In recognition of his distinguished contributions to preparative inorganic chemistry and in particular to the synthesis and application of organometallic compounds. |
| 1982                                    | Сесар Мильштейн                         | Биохимия                                | В знак признания его фундаментального вклада в понимание структуры и генетического контроля иммуноглобулинов; его гибридомная методика получения моноклональных антител произвела революцию в потенциальных практических приложениях иммунологии.Оригинальный текст (англ.)In recognition of his fundamental contribution to understanding the structure and genetic control of immunoglobulins; his hybridoma technique for producing monoclonal antibodies has revolutionized the potential practical applications of immunology. |
| 1982                                    | Уильям Рид Хоторн                       | Инженерное дело                         | Оригинальный текст (англ.)In recognition of his outstanding contributions to engineering thermodynamics and fluid mechanics, and particularly the internal aerodynamics of turbomachines. |
| 1982                                    | Ричард Далитц                           | Физика                                  | В знак признания его выдающегося вклада в физику элементарных частиц, особенно в отношении свойств странных частиц.Оригинальный текст (англ.)In recognition of his outstanding contributions to particle physics, particularly in relation to the properties of strange particles. |
| 1983                                    | Дэниэл Джозеф Брэдли                    | Физика                                  | В знак признания его разработки методов генерации ультракоротких световых импульсов с помощью лазеров и пикосекундных полосовых камер. Оригинальный текст (англ.)In recognition of his development of the techniques of generating ultra-short light pulses from lasers, and of picosecond streak cameras. |
| 1983                                    | Вильгельм Зигмунд Фельдберг             | Биология                                | В знак признания его вклада в выяснение природы химической синаптической передачи в нервных системах и регулирующих эффектов гормонов в периферических системах.Оригинальный текст (англ.)In recognition of his contributions to elucidating the nature of chemical synaptic transmission in nervous systems and the regulating effects of hormones in peripheral systems. |
| 1983                                    | Джон Фрэнк Чарльз Кингмен               | Математика                              | В знак признания его выдающихся исследований теории массового обслуживания, регенеративных явлений и математической генетики.Оригинальный текст (англ.)In recognition of his distinguished researches on queuing theory, on regenerative phenomena, and on mathematical genetics. |
| 1984                                    | Александр Лэмб Каллен                   | Электротехника                          | В знак признания его выдающегося вклада в микроволновую технику, как теоретическую, так и экспериментальную, и, в частности, в исследования микроволновых антенн.Оригинальный текст (англ.)In recognition of his many distinguished contributions to microwave engineering, both theoretical and experimental, and in particular for research on microwave antennae. |
| 1984                                    | Мэри Фрэнсис Лайон                      | Генетика                                | В знак признания её выдающегося вклада в открытие инактивации Х-хромосомы как механизма дозовой компенсации гена.Оригинальный текст (англ.)In recognition of her distinguished contributions to the discovery of X-chromosome inactivation as a mechanism of gene dosage compensation. |
| 1984                                    | Алан Раштон Баттерсби                   | Химия                                   | В знак признания его выдающегося вклада в выяснение путей биосинтеза сложных природных продуктов.Оригинальный текст (англ.)In recognition of his distinguished contributions to the elucidation of the pathway for the biosynthesis of complex natural products. |
| 1985                                    | Иоаннис Аргирис                         | Инженерное дело                         | За большой вклад в развитие анализа методом конечных элементов и его применение для решения инженерных задач.Оригинальный текст (англ.)For his great contribution to the development of finite element analysis and its application to the solution of engineering problems. |
| 1985                                    | Джон Гердон                             | Биология                                | За выдающийся вклад в методы ядерной трансплантации и использование яйца земноводных для исследований репликации, транскрипции и трансляции генов.Оригинальный текст (англ.)For his outstanding contributions to the techniques of nuclear transplantation and the use of the amphibian egg for investigations on replication, transcription and translation of genes. |
| 1985                                    | Роджер Пенроуз                          | Физика                                  | За фундаментальный вклад в теорию гравитационного коллапса и другие геометрические аспекты теоретической физики.Оригинальный текст (англ.)For his fundamental contributions to the theory of gravitational collapse and to other geometric aspects of theoretical physics. |
| 1986                                    | Эрик Эш                                 | Электротехника                          | В знак признания его выдающихся исследований в области акустической микроскопии, приведших к совершенно новым методам и значительным улучшениям в разрешающей способности акустических микроскопов.Оригинальный текст (англ.)In recognition of his outstanding researches on acoustic microscopy leading to wholly new techniques and substantial improvements in resolution of acoustic microscopes. |
| 1986                                    | Ричард Долл                             | Физиология                              | В знак признания его новаторского использования статистических и эпидемиологических методов для оценки факторов окружающей среды, как причин заболеваний. В частности того, что курение сигарет вызывает рак легких, болезни сердца и бронхит.Оригинальный текст (англ.)In recognition of his pioneering use of statistical and epidemiological techniques to evaluate environmental factors in disease, notably that cigarette smoking causes lung cancer, heart disease and bronchitis. |
| 1986                                    | Рекс Ричардс                            | Химия                                   | В знак признания его большого вклада, как теоретического, так и инструментального, в ядерный магнитный резонанс.Оригинальный текст (англ.)In recognition of his many contributions, both theoretical and instrumental, to nuclear magnetic resonance. |
| 1987                                    | Густав Виктор Рудольф Борн              | Фармакология                            | В знак признания его большого вклада в физиологию, патологию и фармакологию тромбоцитов, а также за его широко используемые методы изучения функции тромбоцитов при гемостазе и тромбозе.Оригинальный текст (англ.)In recognition of his major contributions to the physiology, pathology and pharmacology of platelets and of his widely used methods for studying platelet function in haemostasis and thrombosis. |
| 1987                                    | Эрик Джеймс Дентон                      | Биология океана                         | В знак признания его выдающегося вклада в физиологию морских животных, в морскую биологию в целом и его лидерство в морской науке Великобритании.Оригинальный текст (англ.)In recognition of his outstanding contributions to the physiology of marine animals, to marine biology generally, and his leadership of U.K. marine science. |
| 1987                                    | Фрэнсис Грэм-Смит                       | Астрономия                              | В знак признания его выдающегося вклада в радио- и оптическую астрономию.Оригинальный текст (англ.)In recognition of his outstanding contributions to radio- and optical-astronomy. |
| 1988                                    | Гарольд Барлоу                          | Инженерное дело                         | Оригинальный текст (англ.)In recognition of his distinguished research, particularly on microwaves and waveguides, and of his lasting influence as the founder of an unusually productive research school. |
| 1988                                    | Уинифред Мэй Уоткинс                    | Биохимия                                | В знак признания её фундаментального вклада в понимание биохимической генетики углеводных антигенов на поверхности клеток и в секретируемых гликопротеинах.Оригинальный текст (англ.)In recognition of her fundamental contributions towards an understanding of the biochemical genetics of carbohydrate antigens on cell surfaces and in secreted glycoproteins. |
| 1988                                    | Джордж Кейт Бэтчелор                    | Математика                              | Оригинальный текст (англ.)In recognition of his distinguished work on the theory of turbulence and turbulent diffusion, and the theory of microhydrodynamics and colloidal suspensions. |
| 1989                                    | Джон Вейн                               | Фармакология                            | В знак признания его разработки методов обнаружения и мониторинга веществ в крови, регулирующих кровообращение, и их применения для лечения сосудистых и ишемических состояний.Оригинальный текст (англ.)In recognition of his development of techniques to detect and monitor substances in the blood that regulate the circulation, and their application to the treatment of vascular and ischaemic conditions. |
| 1989                                    | Дэвид Джон Уизерал                      | Медицина                                | В знак признания его новаторской работы по клиническим и молекулярным основам талассемии и фундаментального вклада в раскрытие их неоднородности.Оригинальный текст (англ.)In recognition of his pioneering work on the clinical and molecular basis of the thalassaemias, and fundamental contributions to the unravelling of their heterogeneity. |
| 1989                                    | Джон Чарлз Полани                       | Химия                                   | Оригинальный текст (англ.)In recognition of his pioneering work on the electromagnetic radiation emitted from chemical charges, leading to the basis of the chemical laser process. |
| 1990                                    | Ольгерд Сесил Зенкевич                  | Инженерное дело                         | Оригинальный текст (англ.)In recognition of his pioneering development of the finite element method as a general procedure of solving problems of engineering physics and for demonstrating its success in applications to stress analysis, fluid mechanics, electromagnetics and many other situations. |
| 1990                                    | Энн Макларен                            | Биология развития                       | В знак признания её выдающихся исследований в области эмбриологии млекопитающих, в частности, за предоставление большей части научной основы для экстракорпорального оплодотворения и переноса эмбрионов, а также для анализа определения пола у млекопитающих.Оригинальный текст (англ.)In recognition of her distinguished research on mammalian embryology, particularly for providing much of the scientific basis for in vitro fertilization and embryo transfer, and for analysing sex determination in mammals. |
| 1990                                    | Майкл Берри                             | Физика                                  | В знак признания его глубоких и новаторских исследований в классической и квантовой физике, особенно открытия «Фазы Берри»Оригинальный текст (англ.)In recognition of his deep and innovatory researches in classical and quantum physics, especially the discovery of the "Berry phase". |
| 1991                                    | Бэзил Джон Мейсон                       | Физика                                  | В знак признания его выдающихся исследований в области физики облаков и, как генерального директора Метеорологического бюро, его расширения и усиления исследований в области метеорологии в Великобритании.Оригинальный текст (англ.)In recognition of his distinguished research on cloud physics and, as Director-General of the Meteorological Office, his broadening and strengthening of research in meteorology in the UK. |
| 1991                                    | Майкл Берридж                           | Биология                                | В знак признания его открытия, что инозитол-1,4,5-трифосфат действует как вторичный посредник для мобилизации кальция.Оригинальный текст (англ.)In recognition of his discovery that inositol 1,4,5-trisphosphate functions as a second messenger to mobilize calcium. |
| 1991                                    | Дэн Маккензи                            | Геофизика                               | Признавая его основополагающую роль в развитии количественного понимания широкого спектра геофизических и геологических процессов, включая тектонику плит, мантийную конвекцию, деформацию континентов и сегрегацию расплавов.Оригинальный текст (англ.)In recognition of his seminal role in developing a quantitative understanding of a wide range of geophysical and geological processes, including plate tectonics, mantle convection, continental deformation and melt segregation. |
| 1992                                    | Девид Тейбор                            | Физика                                  | Оригинальный текст (англ.)for his seminal contributions to the basic study of friction and wear between solids, of considerable relevance to the design of machines. |
| 1992                                    | Майкл Энтони Эпстайн                    | Медицина                                | Оригинальный текст (англ.)distinguished for the isolation of the Epstein-Barr virus which is closely associated with Burkitts lymphoma. |
| 1992                                    | Саймон Керван Дональдсон                | Математика                              | В знак отличия за работу, которая произвела революцию в нашем понимании четырехмерной геометрии.Оригинальный текст (англ.)distinguished for his work which has revolutionized our understanding of four-dimensional geometry. |
| 1993                                    | Родни Хилл                              | Прикладная математика                   | Оригинальный текст (англ.)for his outstanding contribution to the theoretical mechanics of solids, and especially the plasticity of solids. |
| 1993                                    | Гораций Бэзил Барлоу                    | Неврология                              | За выдающийся и оригинальный вклад в электрофизиологические, вычислительные и психофизические исследования визуальных ощущений и восприятия.Оригинальный текст (англ.)for his outstanding and original contributions to electrophysiological, computational and psychophysical study of visual sensation and perception. |
| 1993                                    | Фолькер Гейне                           | Физика                                  | В знак признания его вклада в теорию твердого тела, в частности, в связывание и структуру твердых тел.Оригинальный текст (англ.)In recognition of his contributions to solid state theory, in particular the bonding and structure of solids. |
| 1994                                    | Сальвадор Монкада                       | Фармакология                            | За его вклад в фармакологию и открытие основных механизмов передачи сигналов, относящихся к действию лекарств.Оригинальный текст (англ.)for his contributions to pharmacology and the discovery of basic mechanisms of signal transmission relevant to drug action. |
| 1994                                    | Эрик Гарольд Мэнсфилд                   | Аэронавтика                             | За его многочисленные фундаментальные и аналитические вклады в наши знания о передовых авиационных конструкциях, а в последнее время и в биологические науки.Оригинальный текст (англ.)for his many fundamental and analytical contributions to our knowledge of advanced aeronautical structures, and more recently to the biological sciences. |
| 1994                                    | Сивармакришна Чандрасекар               | Физика                                  | Оригинальный текст (англ.)his many new discoveries in the understanding of liquid crystals, for a synthesis of the subject of his seminal book, "The invention of discotic liquid crystals", and for elucidating their remarkable properties. |
| 1995                                    | Дональд Меткалф                         | Медицина                                | В знак признания его открытия колониестимулирующих факторов, которые регулируют рост и дифференциацию нормальных кроветворных и лейкемических клеток.Оригинальный текст (англ.)In recognition of his discovery of colony stimulating factors which regulate the growth and differentiation of normal hematopoietic and leukemic cells. |
| 1995                                    | Пол Нерс                                | Биохимия                                | В знак признания его работы по контролю клеточного цикла в эукариотических клетках, за открытие идентичности и функции генов, которые регулируют ключевые контрольные точки в процессе пролиферации клеток.Оригинальный текст (англ.)In recognition of his work on the control of the cell cycle in eukaryotic cells by his discovery of the identity and function of genes that regulate the key control points in the process of cell proliferation. |
| 1995                                    | Роберт Джозеф Пэйтон Уильямс            | Химия                                   | В знак признания его вклада в четкое представление роли неорганических элементов в биологических системах.Оригинальный текст (англ.)In recognition of his contributions in clearly presenting the role of inorganic elements in biological systems. |
| 1996                                    | Роберт Обри Хинд                        | Зоология                                | В знак признания его вклада в область поведения животных и доминирующего влияния, достигнутого им в развивающейся области этология.In recognition of his contributions to the field of animal behaviour and the dominant influence it achieved on the emerging field of ethology.Оригинальный текст (англ.)In recognition of his contributions to the field of animal behaviour and the dominant influence it achieved on the emerging field of ethology. |
| 1996                                    | Джон Хеслоп-Харрисон+                   | Ботаника                                | В знак признания его новаторской работы в репродуктивной биологии растений, в частности в областях таксономии и экологии, физиологии растений в целом, развития субклеточных систем в соматических и репродуктивных клетках, взаимодействия пыльцы / стигмы и систем транспорта акто / миозина в пыльцевой трубке.Оригинальный текст (англ.)In recognition of his pioneering work in plant reproductive biology, in particular the areas of taxonomy and ecology, whole plant physiology, development of sub-cellular systems in somatic and reproductive cells, pollen/stigma interactions and acto/myosin transport systems within the pollen tube. |
| 1996                                    | Эндрю Джон Уайлс                        | Математика                              | Оригинальный текст (англ.)In recognition of his achievements in number theory, in particular Fermats Last Theorem and his achievements in algebraic number theory particularly the celebrated main conjecture on cyclotomic fields. |
| 1997                                    | Джеффри Эглинтон                        | Химия                                   | В знак признания его вклада в наше понимание того, каким образом химические вещества перемещаются из живой биосферы в ископаемую геосферу, в частности, происхождения, генезиса, созревания и миграции нефти, что оказало большое влияние на нефтяную промышленность.Оригинальный текст (англ.)In recognition of his contribution to our understanding of the way in which chemicals move from the living biosphere to the fossil geosphere, in particular the origin, genesis, maturation and migration of oil which has had great repercussions on the petroleum industry. |
| 1997                                    | Джон Мейнард Смит                       | Биология                                | В знак признания его теоретического вклада в эволюционную биологию, объединение математики и биологии для развития здравого понимания в таких областях, как динамика популяций, палеобиология, этология, поведенческая экология, бактериология и генетика.Оригинальный текст (англ.)In recognition of his theoretical contributions to evolutionary biology, combining mathematics and biology to develop a sound understanding in such fields as population dynamics, paleobiology, ethology, behavioural ecology, bacteriology and genetics. |
| 1997                                    | Дональд Хилл Перкинс                    | Физика                                  | Оригинальный текст (англ.)In recognition of his contributions to experimental particle physics, in particular the elucidation of the structure of the nucleon on the basis of observations of neutrino interactions, the quark substructure of the nucleon, and production of the first quantitative evidence for the validity of Quantum Chromodynamics (QCD). |
| 1998                                    | Эдвин Мэллор Саузерн                    | Биохимия                                | В знак признания его разработки метода переноса пространственных структур фрагментов ДНК из среды для электрофоретического разделения на мембраны, на которых может происходить гибридизация, известный как саузерн-блоттинг, в настоящее время является фундаментальным методом в молекулярной биологии.Оригинальный текст (англ.)In recognition of his development of the method of transferring spatial patterns of DNA fragments from the electrophoretic separation medium to membranes on which the hybridisation could occur known as southern blotting, now a fundamental technique in molecular biology. |
| 1998                                    | Рикардо Миледи                          | Неврология                              | В знак признания его многих важных открытий в клеточной и молекулярной физиологии, которые значительно продвинули наши знания о синаптической передаче в нервной системе и долгосрочных эффектах трофического взаимодействия между нейронами и эффекторными клетками.Оригинальный текст (англ.)In recognition of his many important discoveries in cellular and molecular physiology which have greatly advanced our knowledge of synaptic transmission in the nervous system and of long-term effects of trophic interaction between neurones and effector cells. |
| 1998                                    | Дональд Чарлтон Брэдли                  | Химия                                   | В знак признания его новаторской работы в области молекулярной химии алкоксидов металлов и амидов металлов, их синтеза, структуры и связывания, а также за его исследования их превращений в оксиды металлов и нитриды металлов, процессы, которые теперь находят обычное применение в материаловедение, особенно в области микроэлектроники и химического осаждения из газовой фазы.Оригинальный текст (англ.)In recognition of his pioneering work on the molecular chemistry of metal-alkoxides and metal-amides, their synthesis, structure and bonding, and for his studies of their conversions to metal-oxides and metal-nitrides, processes which now find common place applications in materials science, especially in the fields of microelectronics and chemical vapour deposition. |
| 1999                                    | Джон Фрэнк Дэвидсон                     | Химия                                   | В знак признания его выдающейся многолетней работы в области химической инженерии, включая поток жидкости, динамику процессов, технологию абсорбции газа и псевдоожижения, которая была связана с реальными проблемами промышленного значения.Оригинальный текст (англ.)In recognition of his distinguished work over many years in chemical engineering, including fluid flow, process dynamics, gas absorption and fluidization technology which has been concerned with real problems of industrial significance. |
| 1999                                    | Патрик Дэвид Уолл                       | Неврология                              | В знак признания его фундаментального вклада в наши знания о соматосенсорной системе и, в частности, о механизмах боли, где его идеи привели к терапевтическому использованию электрической стимуляции периферических нервов, дорсальных столбов спинного мозга и ствола мозга для контроля боли, методы, которые сейчас широко используются.Оригинальный текст (англ.)In recognition of his fundamental contributions to our knowledge of the somatosensory system and, in particular, pain mechanisms, where his insights led to the therapeutic use of electrical stimulation of peripheral nerves, dorsal columns of the spinal cord, and brain stem for the control of pain, methods that are now in widespread use.                                                                       |
| 1999                                    | Арчибальд Хоуи                          | Физика                                  | Оригинальный текст (англ.)In recognition of his outstanding contributions to the development and application of electron microscopy of materials, and to the underlying theories of electron scattering, in particular his extensive contributions to inelastic scattering theory, his systematic high resolution microscope studies of amorphous materials, his introduction of the concept of coherence volume for hollow cone dark field imaging and his pioneering use of a high angle annular dark field detector to image small catalyst particles. |
| 2000                                    | Тим Бернерс-Ли                          | Computer science                        | В знак признания его изобретения и последующего развития Всемирной паутины, разработка универсального указателя ресурсов (URL), системы адресации, чтобы дать каждой веб-странице уникальное местоположение и два протокола HTTP и HTML.Оригинальный текст (англ.)In recognition of his invention and subsequent development of the World Wide Web, designing the universal resource locator (URL), an addressing system to give each Web page a unique location and the two protocols HTTP and HTML. |
| 2000                                    | Джеффри Бернсток                        | Neuroscience                            | Оригинальный текст (англ.)In recognition of his development of new hypotheses challenging the accepted views on autonomic neurotransmission, leading to new advances in the understanding of purinergic neurotransmission. |
| 2000                                    | Кейт Ашервуд Ингольд                    | Химия                                   | В знак признания его работы по выяснению механизма реакций с участием свободных радикалов.Оригинальный текст (англ.)In recognition of his work in elucidating the mechanism of reactions involving free radicals. |

### XXI век
| Список награждённых Королевской медалью | Список награждённых Королевской медалью  | Список награждённых Королевской медалью | Список награждённых Королевской медалью |
| Год                                     | Имя                                      | Сфера деятельности                      | Обоснование |
| --------------------------------------- | ---------------------------------------- | --------------------------------------- | --- |
| 2001                                    | Ричард Лавенхем Гарднер                  | Биология                                | В знак признания его новаторской работы по микрохирургии бластоцисты мыши, которая заложила основу для крупных достижений в области биологических знаний, как в биологии развития, так и в понимании функции генов.Оригинальный текст (англ.)In recognition of his pioneering work on microsurgery of the mouse blastocyst which laid the foundation for major advances in biological knowledge, both in developmental biology and in understanding of gene function. |
| 2001                                    | Гэбриэл Хорн                             | Биология                                | В знак признания его работы над нейробиологическими механизмами поведенческого импринтинга, охватывающими молекулярные, клеточные, анатомические, электрофизиологические и этологические подходы к обучению и памяти.Оригинальный текст (англ.)In recognition of his work on the neurobiological mechanisms of behavioural imprinting, embracing molecular, cellular, anatomical, electrophysiological and ethological approaches to learning and memory. |
| 2001                                    | Сэмюэл Фредерик Эдвардс                  | Физика                                  | В знак признания его огромного влияния на широкий спектр физических наук, особенно на теоретическую физику конденсированного состояния.Оригинальный текст (англ.)In recognition of his enormous influence across a wide spectrum of physical sciences, particularly theoretical condensed matter physics. |
| 2002                                    | Ричард Пето                              | Математика                              | В знак признания его выдающейся работы по эпидемиологии курения и хронических заболеваний. Оригинальный текст (англ.)In recognition of his outstanding work on the epidemiology of smoking and chronic disease. |
| 2002                                    | Сьюзан Кори                              | Генетика                                | В знак признания ее выдающейся работы по молекулярным причинам рака. Она впервые использовала трансгенных мышей для выяснения роли различных онкогенов в лимфоидных злокачественных новообразованиях. Оригинальный текст (англ.)In recognition of her distinguished work on the molecular basis of cancer. She pioneered the use of transgenic mice to elucidate the role of various oncogenes in lymphoid malignancies. |
| 2002                                    | Рэй Фриман                               | Химия                                   | В знак признания его плодотворного вклада в развитие и понимание методов ядерного магнитного резонанса (ЯМР).Оригинальный текст (англ.)In recognition of his seminal contributions to the development and understanding of nuclear magnetic resonance (NMR) methods |
| 2003                                    | Джон Джеймс Скехел                       | Вирусология                             | Оригинальный текст (англ.)In recognition of his pioneering research into virology. His studies and discoveries in the mechanisms by which influenza virus binds to the host cell, and in virus-cell membrane fusion have had a fundamental impact on the field. |
| 2003                                    | Кеннет Лэнгстрет Джонсон                 | Инженерное дело                         | Оригинальный текст (англ.)In recognition of his outstanding work in the field of contact mechanics. His work his characterised by elegant experiments, skilful analyses and insightful explanations of observed phenomena. |
| 2003                                    | Николас Шеклтон                          | Геология                                | В знак признания его плодотворного вклада в области палеоокеанографии и геохимии. Оригинальный текст (англ.)in recognition of his seminal contributions to the fields of paleoceanography and geochemistry. |
| 2004                                    | Джеймс Уайт Блэк                         | Химия                                   | Оригинальный текст (англ.)In recognition of his work in both academia and industry, pioneering a new era of rational drug discovery. |
| 2004                                    | Алек Джеффрис                            | Генетика                                | В знак признания его выдающихся открытий и изобретений, которые оказали большое влияние на обширные области генетики. Оригинальный текст (англ.)In recognition of his outstanding discoveries and inventions which have had major impacts on large areas of genetics. |
| 2004                                    | Джек Льюис                               | Химия                                   | В знак признания его выдающейся карьеры в области неорганической химии за последние 50 лет, в основном в области переходных элементов.Оригинальный текст (англ.)In recognition of his distinguished career in the field of inorganic chemistry over the last 50 years, mainly in the area of the transition elements. |
| 2005                                    | Майкл Пеппер                             | Физика                                  | Оригинальный текст (англ.)In recognition of his work which has had the highest level of influence in condensed matter physics and has resulted in the creation of the modern field of semiconductor nanostructures. |
| 2005                                    | Энтони Джеймс Поусон                     | Биология                                | В знак признания его открытий, которые раскрыли принципы, лежащие в основе передачи сигналов клетками, и сыграли решающую роль в понимании патологических состояний, таких как рак.Оригинальный текст (англ.)In recognition of his discoveries which have revealed the principles underlying cell signalling, and have been pivotal in understanding pathological states such as cancer. |
| 2005                                    | Майкл Эллис Фишер                        | Физика                                  | Оригинальный текст (англ.)In recognition of his seminal contributions to wetting transitions, dislocation melting and criticality of ionic solutions and many other topics in Statistical Mechanics. |
| 2006                                    | Дэвид Болкомб                            | Ботаника                                | В знак его недавних открытий, которые глубоко важны не только для растений, но и для всей биологии и медицины.Оригинальный текст (англ.)In recognition of his profoundly significant recent discoveries for not only plants but for all of biology and for medicine. |
| 2006                                    | Тимоти Хант                              | Биохимия                                | Оригинальный текст (англ.)discovering a key aspect of cell cycle control, the protein cyclin which is a component of cyclin dependent kinases, demonstrating his ability to grasp the significance of the result outside his immediate sphere of interest. |
| 2006                                    | Джон Пендри                              | Физика                                  | Оригинальный текст (англ.)In recognition of his seminal contributions in surface sciences, disordered systems, photonics and most recently in metamaterials and the concept of the perfect lens. |
| 2007                                    | Томас Линдаль                            | Медицина                                | За фундаментальный вклад в понимание восстановления ДНК. Его достижения отличаются большой оригинальностью, широтой и основательностью.Оригинальный текст (англ.)making fundamental contributions to our understanding of DNA repair. His achievements stand out for their great originality, breadth and lasting influence. |
| 2007                                    | Сирил Хилсум                             | Физика                                  | В знак признания его выдающегося вклада и за то, что он продолжает использовать свои потрясающие таланты в интересах промышленности, правительства и академии по сей день. Оригинальный текст (англ.)In recognition of his many outstanding contributions and for continuing to use his prodigious talents on behalf of industry, government and academy to this day. |
| 2007                                    | Уильям Джеймс Фист                       | Химия                                   | В знак признания его выдающегося вклада в химический синтез с далеко идущими последствиями, особенно в области функциональных полимерных материалов. Оригинальный текст (англ.)In recognition of his outstanding contributions to chemical synthesis with far reaching implications, particularly for the field of functional polymeric materials. |
| 2008                                    | Роберт Эрнест Мортимер Хеджес            | Археология                              | Оригинальный текст (англ.)In recognition of his contribution to the rapid development of accelerator mass spectrometry and radiocarbon dating techniques. |
| 2008                                    | Филип Коэн                               | Биохимия                                | В знак признания его важного вклада в наше понимание роли фосфорилирования белков в регуляции клеток.Оригинальный текст (англ.)In recognition of his major contribution to our understanding of the role of protein phosphorylation in cell regulation. |
| 2008                                    | Алан Рой Фершт                           | Химия                                   | В знак признания его плодотворной работы в области белковой инженерии, которую он превратил в фундаментальный инструмент анализа ферментов и проблемы фолдинга белков. Оригинальный текст (англ.)In recognition of his seminal work in protein engineering, which he has developed into a fundamental tool in enzyme analysis and the problem of protein folding. |
| 2009                                    | Чинтамани Нагеса Рамачандра Рао          | Химия                                   | За инновационный и разнообразный вклад в химию твердого тела и материалов. Оригинальный текст (англ.)For his highly innovative and diverse contributions to solid-state and materials chemistry. |
| 2009                                    | Рональд Альфред Ласки                    | Молекулярная биология                   | За его ключевой вклад в наше понимание контроля репликации ДНК и транспорта ядерных белков, что привело к созданию нового скринингового метода диагностики рака.Оригинальный текст (англ.)For his pivotal contributions to our understanding of the control of DNA replication and nuclear protein transport, which has led to a novel screening method for cancer diagnosis. |
| 2009                                    | Крис Добсон                              | Биофизика                               | Оригинальный текст (англ.)For his outstanding contributions to the understanding of the mechanisms of protein folding and mis-folding, and the implications for disease. |
| 2010                                    | Питер Найт                               | Квантовая оптика                        | Оригинальный текст (англ.)for his pioneering research and international leadership in the field of quantum optics and quantum information science. |
| 2010                                    | Азим Сурани                              | Биология                                | За его ключевой вклад в понимание раннего развития млекопитающих. Оригинальный текст (англ.)for his pivotal contributions to the understanding of early mammalian development. |
| 2010                                    | Хью Аллен Оливер Хилл                    | Химия                                   | За его новаторскую работу по электрохимии белков, которая произвела революцию в диагностическом тестировании глюкозы и многих других биоэлектрохимических анализах.Оригинальный текст (англ.)for his pioneering work on protein electrochemistry, which revolutionised the diagnostic testing of glucose and many other bioelectrochemical assays. |
| 2011                                    | Стивен Лей                               | Химия                                   | За новаторские исследования в области органической химии и выдающийся вклад в методологию синтеза. Оригинальный текст (англ.)for his pioneering research in organic chemistry and outstanding contributions to the methodology of synthesis. |
| 2011                                    | Робин Холлидей                           | Молекулярная биология                   | За весьма значительные открытия «структуры Холлидея» в мейотической рекомбинации и функции метилирования ДНК в парах оснований CG. Оригинальный текст (англ.)for his highly influential discoveries of the 'Holliday junction' structure in meiotic recombination and the function of DNA methylation at CG base pairs. |
| 2011                                    | Грег Уинтер                              | Биофизика                               | За его новаторскую работу в области белковой инженерии и терапевтических моноклональных антител, а также за его вклад в качестве изобретателя и предпринимателя.Оригинальный текст (англ.)for his pioneering work in protein engineering and therapeutic monoclonal antibodies, and his contributions as an inventor and entrepreneur. |
| 2012                                    | Томас Киббл                              | Физика                                  | Оригинальный текст (англ.)for his theories of symmetry-breaking in quantum field theory, with diverse applications to elementary particle masses, vortex formation in Helium 3 and structure formation in the early universe. |
| 2012                                    | Кеннет Мюррей                            | Биология                                | За его решающий вклад в развитие генной инженерии, биотехнологии и изучение вирусов гепатита.Оригинальный текст (англ.)for his crucial contributions to the development of genetic engineering, to biotechnology and to the study of hepatitis viruses. |
| 2012                                    | Эндрю Брюс Холмс                         | Химия                                   | Оригинальный текст (англ.)for his outstanding contributions to chemical synthesis at the interface between materials and biology and pioneering the field of organic electronic materials. |
| 2013                                    | Родни Бакстер                            | Физика                                  | Оригинальный текст (англ.)for his remarkable exact solutions of fundamental models in statistical mechanics. |
| 2013                                    | Уолтер Фред Бодмер                       | Генетика                                | За его основопологающй вклад в популяционную генетику, картирование генов и понимание наследственных генетических заболеваний.Оригинальный текст (англ.)for seminal contributions to population genetics, gene mapping and understanding of familial genetic disease. |
| 2013                                    | Питер Нил Темпл Уэллс                    | Медицинская физика                      | Оригинальный текст (англ.)for pioneering the application of the physical and engineering sciences to the development of ultrasonics as a diagnostic and surgical tool which has revolutionised clinical practice. |
| 2014                                    | Теренс Чи-Шен Тао                        | Математика                              | Оригинальный текст (англ.)for his many deep and varied contributions to mathematics, including harmonic analysis, prime number theory, partial differential equations, combinatorics, computer science, statistics, representation theory, and much more. |
| 2014                                    | Энтони Хантер                            | Биохимия                                | За открытие фосфорилирования тирозина src-протеинкиназой, которое произвело революцию в нашем понимании клеточной передачи сигналов. Оригинальный текст (англ.)for his discovery of tyrosine phosphorylation by src protein kinase that revolutionised our understanding of cellular signal transduction. |
| 2014                                    | Говард Редферн Моррис                    | Биофизика                               | Оригинальный текст (англ.)for his pioneering work in biomolecular mass spectrometry including strategy and instrument design and for outstanding entrepreneurship in biopharmaceutical characterisation. |
| 2015                                    | Джоселин Белл Бернелл                    | Астрономия                              | Оригинальный текст (англ.)for her pivotal contribution in observing, analysing & understanding pulsars, one of the most important astronomical discoveries of the 20th century. |
| 2015                                    | Элизабет Элен Блэкберн                   | Биология                                | За ее работу по предсказанию и открытию теломеразы и роли теломер в защите и поддержании генома. Оригинальный текст (англ.)for her work on the prediction and discovery of telomerase and the role of telomeres in protecting and maintaining the genome. |
| 2015                                    | Кристофер Ллевеллин Смит                 | Физика                                  | Оригинальный текст (англ.)for his major contributions to the development of the Standard Model, particularly his success in making the case for the building the LHC. |
| 2016                                    | Джон Мейриг Томас                        | Химия                                   | Оригинальный текст (англ.)for his pioneering work within catalytic chemistry, in particular on single-site heterogeneous catalysts, which have had a major impact on green chemistry, clean technology and sustainability. |
| 2016                                    | Элизабет Джейн Робертсон                 | Биология                                | Оригинальный текст (англ.)for her innovative work within the field of mouse embryology and development, establishing the pathways involved in early body planning of the mammalian embryo. |
| 2016                                    | Джон Уильям Гудби                        |                                         | Оригинальный текст (англ.)for his major advances and discoveries of new forms of matter and materials, in particular the development of chiral liquid crystals. |
| 2017                                    | Пол Коркум                               | Физика                                  | Оригинальный текст (англ.)for his major contributions to laser physics and the development of the field of attosecond science. |
| 2017                                    | Питер Рэймонд Грант и Розмари Грант      | Биология                                | За их исследования экологии и эволюции дарвиновых вьюрков на Галапагосских островах, продемонстрировавшие, что естественный отбор происходит часто и что в результате эволюция идет быстро.Оригинальный текст (англ.)for their research on the ecology and evolution of Darwin’s finches on the Galapagos, demonstrating that natural selection occurs frequently and that evolution is rapid as a result. |
| 2017                                    | Мелвин Фрэнсис Гривз                     | Медицина                                | Оригинальный текст (англ.)for his research on surface antigens of normal and leukaemic cells that defined the cellular lineage of different leukaemias and led to procedures now in routine clinical use. |
| 2018                                    | Стивен Спаркс                            | Геология                                | За его вклад в наше понимание вулканов, в том числе оценку их рисков и снижение их опасностей.Оригинальный текст (англ.)for his contributions to our understanding of volcanoes, including evaluating their risks and mitigating their hazards. |
| 2018                                    | Льюис Вулперт                            | Биология                                | За его исследования морфогенеза и формирования паттернов, которые привели к концепции позиционной информации в эмбриональном развитии. Оригинальный текст (англ.)for his research on morphogenesis and pattern formation that led to the concept of positional information in embryonic development. |
| 2018                                    | Шанкар Баласубраманиан и Дэвид Кленерман | Медицина                                | За совместную разработку методов секвенирования ДНК, изменивших биологию и геномную медицину. Оригинальный текст (англ.)for their co-development of DNA sequencing techniques transforming biology and genomic medicine. |
| 2019                                    | Кэрол Робинсон                           | Биология                                | За её новаторскую работу по структурной биологии, улучшившую понимание белков, их взаимодействия и функциональной регуляции.Оригинальный текст (англ.)for her pioneering work on structural biology improving the understanding of proteins their interactions and functional regulation. |
| 2019                                    | Michel Goedert                           | Биология                                | Оригинальный текст (англ.)for identifying and characterising assembled tau protein and alpha-synuclein and showing that they form the inclusions of Alzheimer’s and Parkinson’s diseases. |
| 2019                                    | Ann Dowling                              | Физика                                  | За ведущие исследования в области снижения горения, аэродинамического шума и конструкции самолетов, а также за её выдающиеся заслуги в области инженерии.Оригинальный текст (англ.)for her leading research on the reduction of combustion, aerodynamic noise and the design of aircraft, and her distinguished services to engineering. |
| 2020                                    | Herbert Huppert                          | Геофизика                               | За его работу в авангарде исследований в области механики жидкостей. Как прикладной математик он последовательно разрабатывал весьма оригинальный анализ ключевых природных и промышленных процессов.Оригинальный текст (англ.)for his work at the forefront of research in fluid mechanics. As an applied mathematician he has consistently developed highly original analysis of key natural and industrial processes. |
| 2020                                    | Кэролайн Дин                             | Биология                                | За выяснение молекулярных механизмов, лежащих в основе сезонного времени у растений, тем самым открывая фундаментальные процессы времени развития растений и эпигенетические основы яровизации.Оригинальный текст (англ.)for elucidating molecular mechanisms underlying seasonal timing in plants, thus discovering fundamental processes of plant developmental timing and the epigenetic basis of vernalization. |
| 2020                                    | Ian Shanks                               | Инженерия                               | За расширение знаний о жидких кристаллах и их успешного применения для изобретения новых ЖК-дисплеев, а также для разработки коммерческих тест-полосок для диабета, которые совершили революцию в контроле и, следовательно, в жизни диабетиков во всем мире.Оригинальный текст (англ.)for extending knowledge of liquid crystals and applying this successfully to invent novel LCDs, and for developing commercial diabetes test strips, which have revolutionised the control and therefore the lives of diabetics worldwide. |
| 2021                                    | Майкл Грин                               | Физика                                  | За решающий и влиятельный вклад в развитие теории струн на протяжении длительного периода, включая открытие подавления аномалий.Оригинальный текст (англ.)for crucial and influential contributions to the development of string theory over a long period, including the discovery of anomaly cancellation. |
| 2021                                    | Dennis Lo                                | Биология                                | За открытие ДНК плода в материнской плазме, разработку неинвазивных пренатальных тестов и внесение фундаментального вклада в другие типы жидких биопсий. Он оказал большое влияние на пренатальную диагностику.Оригинальный текст (англ.)for the discovery of foetal DNA in maternal plasma, developing non-invasive prenatal testing, and making foundational contributions for other types of liquid biopsies. He has made a major impact on pre-natal diagnosis. |
| 2021                                    | Colin Humphreys                          | Инженерия                               | За выдающиеся достижения в фундаментальной и прикладной науке, сотрудничество между университетами и промышленностью, разработку и передачу технологий, академическое лидерство, содействие общественному пониманию науки и консультирование государственных органов по вопросам науки.Оригинальный текст (англ.)for excelling in basic and applied science, university-industry collaboration, technology development and transfer, academic leadership, promotion of public understanding of science, and advising on science to public bodies.                                                                                        |
| 2022                                    | Richard Ellis (astronomer)               | Астрономия                              | За мотивацию многочисленных достижений в области телескопов и приборов и использование этих средств, чтобы революционизировать понимание космологической эволюции.Оригинальный текст (англ.)for motivating numerous advances in telescopes and instrumentation, and exploited these facilities to revolutionise the understanding of cosmological evolution. |
| 2022                                    | Stephen C. West                          | Биология                                | За обнаружение и определение функции ключевых ферментов, необходимых для рекомбинации, восстановления и поддержания геномов.Оригинальный текст (англ.)for discovering and determining the function of the key enzymes that are essential for recombination, repair and the maintenance of genomes. |
| 2022                                    | Джеффри Хинтон                           | Информатика                             | За новаторскую работу над алгоритмами, в которой изучались распределенные представления в искусственных нейронных сетях и их применение к речи и зрению, что привело к трансформации международной индустрии информационных технологий.Оригинальный текст (англ.)for pioneering work on algorithms that learn distributed representations in artificial neural networks and their application to speech and vision, leading to a transformation of the international information technology industry. |
| 2023                                    | Энтони Хоар                              | Информатика                             | За новаторский вклад, совершивший революцию в области компьютерного программирования, за разработку «логики Хоара», которая проложила путь к доказуемо правильному коду и обеспечила твердую основу для обеспечения надежности программного обеспечения.Оригинальный текст (англ.)for groundbreaking contributions that have revolutionised the computer programming field, the development of "Hoare logic" that has paved the way for provably correct code, providing a robust framework for ensuring software reliability. |
| 2023                                    | Herman Waldmann                          | Иммунология                             | За новаторские моноклональные антитела для терапии человека.Оригинальный текст (англ.)for pioneering monoclonal antibodies for human therapy. |
| 2023                                    | Patrick Vallance Chris Whitty            | Фармакология Эпидемиология              | За их ключевую роль в обеспечении того, чтобы реакция Великобритании на пандемию Covid-19 опиралась на самые лучшие научные и фактические данные.Оригинальный текст (англ.)for their pivotal role in ensuring that the UK’s response to the covid-19 pandemic has benefitted from the very best science and evidence. |
| 2024                                    | Tejinder Virdee                          | Физика                                  | За выдающееся лидерство и огромное влияние на все этапы монументального эксперимента CMS на Большом адронном коллайдере ЦЕРНа, включая важнейшее открытие бозона Хиггса посредством его распада на два фотона.Оригинальный текст (англ.)for extraordinary leadership and profound impact on all phases of the monumental CMS experiment at the CERN Large Hadron Collider, including the crucial discovery of the Higgs boson through its decays to two photons. |
| 2024                                    | Michael Stratton                         | Биология                                | За его основополагающий вклад в геномику рака, открытие генов рака и идентификацию мутационных сигнатур, которые изменили наше понимание рака и соматических мутаций.Оригинальный текст (англ.)for his foundational contributions to cancer genomics, the discovery of cancer genes and the identification of mutational signatures, which have transformed our understanding of cancer and somatic mutation. |
| 2024                                    | Ravinder N. Maini Марк Фельдман          | Медицина                                | За изобретение анти-ФНО терапии для лечения ревматоидного артрита, за то, что они перенесли свое терапевтическое средство с лабораторного стола на постельный режим, что стало одной из самых больших историй успеха в современной медицине, и заложили основу для биологических препаратов, улучшающих качество жизни миллионов людей.Оригинальный текст (англ.)for inventing anti-TNF therapy to treat rheumatoid arthritis, bringing their therapeutic from bench to bedside in one of the biggest success stories in modern medicine, and laying the groundwork for biologics to improve the quality of life for millions of people. |